# Askese

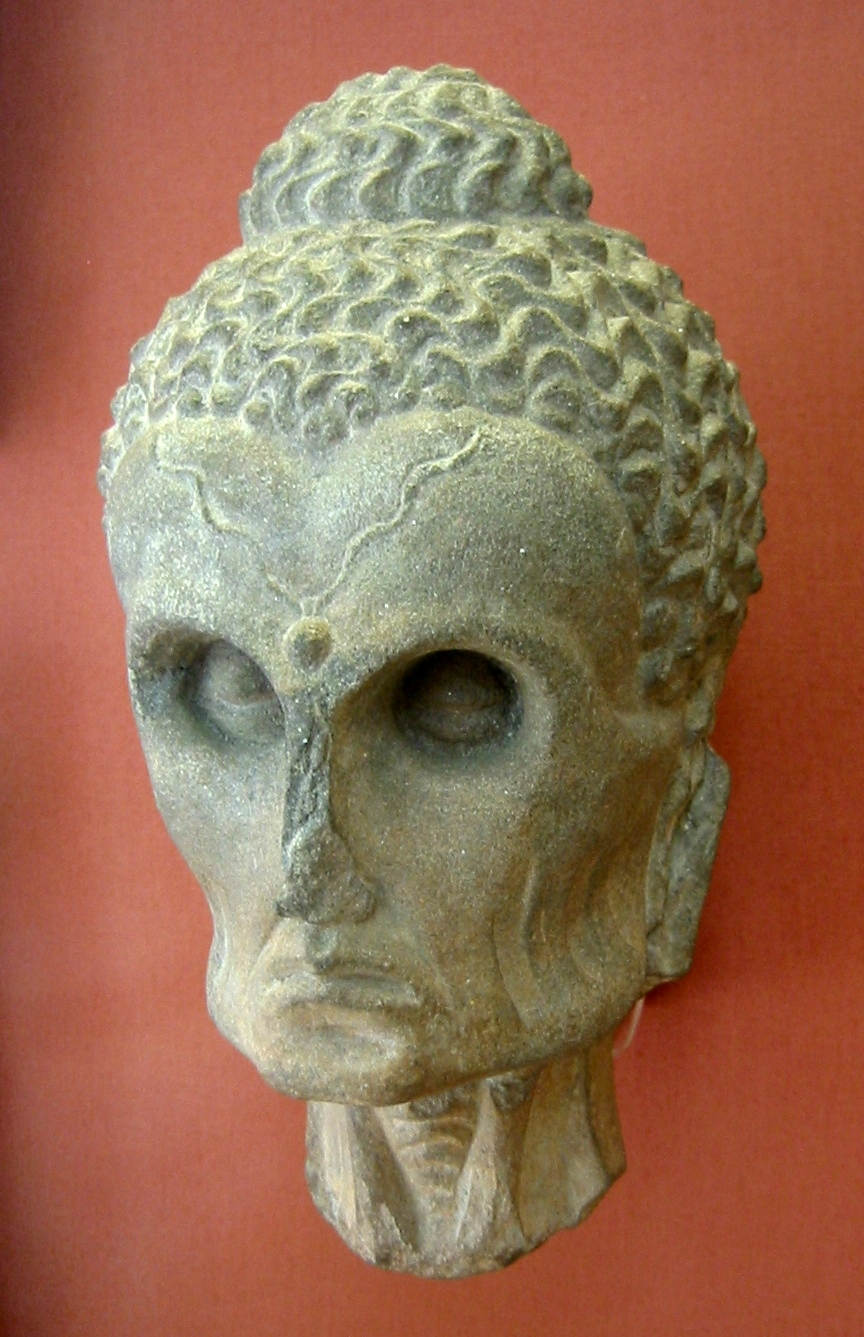
Buddha als Asket. Skulptur des 2./3. Jahrhunderts, British Museum

Askese (altgriechisch ἄσκησις áskēsis), gelegentlich auch Aszese, ist ein vom griechischen Verb ἀσκεῖν askeín ‚üben‘ abgeleiteter Ausdruck. Seit der Antike bezeichnet er eine Übungspraxis im Rahmen von Selbstschulung aus religiöser oder philosophischer Motivation. Angestrebt wird damit die Erlangung von Tugenden oder Fertigkeiten, Selbstkontrolle und Festigung des Charakters. Der Praktizierende wird Asket (griechisch ἀσκητής askētḗs) genannt.
Eine asketische Schulung beinhaltet Disziplinierung sowohl hinsichtlich des Denkens und Wollens als auch hinsichtlich des Verhaltens. Dazu gehört einerseits „positiv“ das beharrliche Einüben der angestrebten Tugenden oder Fertigkeiten, andererseits „negativ“ das Vermeiden von allem, was nach der Überzeugung des Asketen der Erreichung seines Ziels im Wege steht. Den Ausgangspunkt bildet die Annahme, dass eine disziplinierte Lebensweise die Beherrschung der Gedanken und Triebe voraussetzt. Die auffälligste Auswirkung auf die Lebenspraxis besteht im freiwilligen Verzicht auf bestimmte Bequemlichkeiten und Genüsse, die der Asket für hinderlich und mit seinem Lebensideal unvereinbar hält. Meist betrifft der Verzicht in erster Linie die Bereiche Genussmittel und Sexualität. Hinzu kommen Maßnahmen zur körperlichen und geistigen Ertüchtigung, in manchen Fällen auch Übungen im Ertragen von Schmerzen.
Im heutigen Sprachgebrauch werden die Wörter Askese, asketisch und Asket verwendet, wenn eine freiwillige Enthaltsamkeit zwecks Erreichung eines als höherwertig geltenden Ziels praktiziert wird. Dabei können religiöse oder philosophische Motive in den Hintergrund treten oder ganz entfallen.

## Erscheinungsformen und Merkmale
In der Religionswissenschaft fallen zahlreiche Praktiken der Selbstkontrolle und des Verzichts unter den Begriff der Askese. Als Asketen bezeichnet man Menschen, die sich einer von dauerhaft ausgewählten Askesepraktiken bestimmten Lebensform verschrieben haben. Viele Asketen haben Texte verfasst, in denen ihre Lebensweise dargestellt wird, oft idealisierend und werbend. In der neueren Forschung werden verschiedene kulturübergreifende Vorschläge zur Definition der Askese erörtert, darunter die Bestimmung als „zumindest teilweise systematisches Programm der Selbstdisziplin und Selbstverleugnung“.
In zahlreichen Religionen und in den Verhaltensnormen vieler indigener Völker wird Askese positiv bewertet und – oft nach festen Regeln – zeitweilig oder dauerhaft, individuell oder kollektiv praktiziert. Häufig sind befristete Askeseübungen, etwa Einhaltung bestimmter periodisch wiederkehrender Buß-, Fasten- oder Trauerzeiten oder Enthaltsamkeit und Abhärtung im Rahmen der Vorbereitung auf Übergangsriten.
Die Aspekte der Freiwilligkeit und des bewusst angestrebten übergeordneten Ziels gehören zumindest theoretisch immer dazu. Daher gilt jemand, der unter dem Zwang äußerer Umstände wie Nahrungsmittelknappheit und Armut ein bescheidenes, genussarmes Leben führt, nicht als Asket. Allerdings ist Askese oft ein Bestandteil strikter religiöser oder sozialer Normen, die für Angehörige bestimmter Gruppen oder in manchen Fällen für alle Gläubigen verbindlich sind. Der Übergang zwischen Freiwilligkeit und Zwang, bloßer Empfehlung und mit Sanktionsandrohung verbundener Vorschrift ist daher fließend.
Erscheinungsformen von Askese, die in unterschiedlichen Kombinationen auftreten, sind:
- zeitweiliger oder dauerhafter Verzicht auf alle oder manche Genussmittel und insbesondere Meidung von Rauschmitteln
- Nahrungsaskese (Fasten oder Beschränkung der Ernährung auf das Lebensnotwendige)[4]
- sexuelle Enthaltsamkeit (zeitlich befristet oder dauerhaft als Zölibat)[5]
- Verzicht auf Kosmetik und Körperpflege (beispielsweise auf Waschen, Bart- und Haareschneiden; das Haar wird ganz oder teilweise rasiert oder es wird überhaupt nicht mehr geschnitten)[6]
- bescheidene oder auch grobe, unbequeme Kleidung, in manchen Fällen auch Nacktheit[7]
- Schlafentzug[8]
- freiwilliges Aushalten von Kälte oder Hitze
- harte Schlafstätte
- Verzicht auf Besitz, freiwillige Armut, Betteln[9]
- Rückzug aus der normalen sozialen Gemeinschaft[10]
- Einordnung in die Gruppendisziplin einer religiösen oder weltanschaulichen Gemeinschaft, die Verzicht auf Befriedigung persönlicher Bedürfnisse fordert
- Gehorsam gegenüber einer spirituellen Autoritätsperson, beispielsweise einem Abt oder Guru[11]
- Kommunikationsverzicht (Schweigegebot)[12]
- Beschränkung der Bewegungsfreiheit (Klausur, Einsiedlerzelle)
- Heimatlosigkeit, „Hauslosigkeit“ (permanente Wanderschaft, Pilgerwesen)[13]
- körperliche Übungen wie die japanische Laufaskese im Ritual Kaihōgyō,[14] langes Stehen, ausdauerndes Sitzen in besonderen Positionen[15]
- körperliche Schmerzen und Verwundungen, die der Asket sich selbst zufügt, als Sonderform der Askese.[16]

## Motivationen
Die Gründe für Askese sind vielfältig. Ein Motiv ist eine fundamental kritische Einstellung zur Welt. In ausgearbeiteten religiösen und philosophischen Lehrsystemen bildet den Hintergrund der Askeseforderung meist eine mehr oder weniger stark ausgeprägte Weltablehnung; die sinnlich wahrnehmbare Welt wird zwar nicht in allen asketisch orientierten Systemen als absolut schlecht eingestuft, doch gilt sie gewöhnlich als bedrohlich, fragwürdig und von Natur aus sehr mangelhaft. Daher will der Asket seine innere und äußere Abhängigkeit von ihr so weit wie möglich reduzieren, indem er seine auf sinnlichen Genuss gerichteten Begierden und Erwartungen eindämmt oder beseitigt und Genügsamkeit einübt. Eine positive Motivation liefert das Tugendstreben, das aus asketischer Sicht nur dann erfolgreich sein kann, wenn die erwünschten Tugenden unablässig durch asketische Praxis eingeübt werden. In Religionen, die von einem Leben nach dem Tod ausgehen, dient asketisches Streben nach Tugendhaftigkeit in erster Linie der Vorbereitung auf ein künftiges besseres Dasein im Jenseits. Manche Asketen, die eine vorteilhafte Stellung im Jenseits erhoffen, wollen sich durch ihre Askese dafür qualifizieren. Sie erwarten eine jenseitige Belohnung für ihren irdischen Verzicht. Ein eher diesseitsbezogenes Motiv, das auch in weltbejahenden Lehren auftritt, ist das Bedürfnis, durch Übung eine überlegene Haltung gegenüber den Wechselfällen des Schicksals zu gewinnen. Man will den Herausforderungen des Lebens besser gewachsen sein. Das Ziel ist innere Unabhängigkeit und Freiheit von Ängsten und Sorgen. Ein weiterer Aspekt ist Machtgewinn: Bei Magiern, Schamanen und Mitgliedern von Geheimbünden sollen zeitlich begrenzte asketische Praktiken der Erlangung magischer Fähigkeiten dienen. Der Praktizierende kann sich davon Macht über seine Umgebung und einen hohen sozialen Rang erhoffen.
Askese kommt in vielen Varianten und Abstufungen von gemäßigt bis radikal vor. Dementsprechend schwankt auch das Ausmaß der Skepsis gegenüber dem Genuss. Radikale Asketen beurteilen sinnlichen Genuss grundsätzlich negativ. Sie meinen, er sei mit ihren philosophischen oder religiösen Zielen von Natur aus unvereinbar und schaffe nur unerwünschte Abhängigkeiten. Daher wollen sie die darauf gerichteten Begierden möglichst restlos ausrotten. In gemäßigten Varianten des Asketismus wird der Genuss nicht unter allen Umständen verworfen, sondern man will nur der Abhängigkeit von ihm ein Ende setzen.

## Verhältnis zur Umwelt
In vielen religiösen Traditionen genießen Asketen besonderes Ansehen. Man schreibt ihnen herausragende, zuweilen auch übermenschliche Fähigkeiten zu, konsultiert sie als religiöse Autoritäten und erwartet von ihnen spirituelle Beratung und Unterweisung, mitunter auch Heilung. Literatur, in der die Entsagung verherrlicht wird, fördert solche Erwartungen. Der Ruf der Weisheit oder Heiligkeit verschafft den Asketen ein außerordentliches Prestige. Man bringt ihnen Verehrung und Dankbarkeit entgegen, und es gilt als ehrenvoll und verdienstlich, sie materiell zu unterstützen. Dieses Prestige erweist sich jedoch als problematisch, da es der asketischen Weltflucht entgegensteht und die Integrität der Prestigeträger untergraben kann. Es ergibt sich ein Dilemma: Je strenger und erfolgreicher die Askese durchgeführt wird, desto mehr soziale Beachtung findet der Praktizierende. Je berühmter er wird, desto häufiger wird er von Bewunderern und Ratsuchenden aufgesucht und desto gewichtiger wird seine Autorität. Umso schwieriger wird dann aber die Fortführung der weltflüchtigen Praxis, die den Prestigegewinn begründet hat. Sie kann nur gelingen, wenn besondere Anstrengungen unternommen werden, die soziale Einbindung aufzuheben oder zumindest zu reduzieren. Das erweist sich jedoch als schwierig, denn der Ruhm verfolgt den, der ihm zu entkommen versucht.
Zwar wird dem asketischen Leben ein hoher religiöser Wert beigemessen, aber es stellt für das Leben der Normalbürger kein direktes Vorbild dar. Vielmehr ist es gerade die Andersartigkeit der asketischen Lebensform, die das Prestige des Asketen begründet und bei aller Popularität seiner Person eine unüberbrückbare Distanz zur Umgebung erzeugt. Er wird bewundert, aber nicht nachgeahmt. Immerhin kann man an seinem Leben beteiligt sein, indem man ihm Gaben spendet. Einen anderen Bezug zur Lebenswelt des sozialen Umfelds schafft die Zugehörigkeit des Asketen zu seiner Herkunftsfamilie, die an seinem Prestige teilhat. Im antiken Christentum beispielsweise war das Bewusstsein für die dauerhafte Erhöhung der Familienehre durch ein bewundertes asketisches Familienmitglied stark ausgeprägt.
Vor den Gefahren des Ruhms wird in der Literatur, die Anweisungen zur Entsagung gibt, nachdrücklich gewarnt. Im Gegensatz zu anderen Prestigearten ist das Asketenprestige zumindest der Theorie nach grundsätzlich unerwünscht. Es droht Arroganz zu erzeugen und wird als Plage dargestellt. Erst recht gilt jedes Streben nach Ansehen als schädlich und verdammenswert. In Askesetexten westlicher und östlicher Kulturkreise wird diese Problematik erörtert, und es werden Strategien entwickelt, die dazu dienen sollen, die Erzeugung von Prestige zu verhindern. Der Religionswissenschaftler Oliver Freiberger unterscheidet anhand östlicher und westlicher Quellen vier Ansätze zum Umgang mit dem asketischen Dilemma. Die erste und radikalste Möglichkeit besteht darin, in eine wirklich abgeschiedene Gegend zu flüchten und damit jede soziale Interaktion zu unterbinden. Der zweite Weg ist die Erzeugung von „Antiprestige“: Der Asket versucht zu erreichen, dass sich die Welt von ihm abwendet. Zu diesem Zweck macht er sich zum Narren. Er verhält sich so anstößig, dass man ihn für verrückt hält, oder er bemüht sich, als einfältig und dumm zu erscheinen, damit man ihn verachtet. Die dritte Option sind verschiedene Verhaltensweisen, mit denen der Asket trotz räumlicher Nähe zur Bevölkerung seine innere Distanz wahrt. Der vierte Ansatz ist die Institutionalisierung des Prestiges: Der Asket tritt als Mitglied eines Ordens auf, und das Prestige wird von der Einzelperson auf den Orden verschoben.
Daneben enthält die Folklore vieler Kulturen eine Fülle von bissigen und humoristischen Geschichten über den Missbrauch des Asketenprestiges. Geschildert werden falsche Asketen, Scharlatane, die Askese heucheln, um die Leichtgläubigkeit der Menschen auszunutzen und Prestige und Geld zu erlangen. Die Gestalt des Schwindlers, der Entsagung vortäuscht und in Wirklichkeit habgierig und gefräßig oder sexuell interessiert ist, bildet ein beliebtes Motiv der Erzählliteratur. Das Auftreten solcher Betrüger sorgt für Spott und diskreditiert die Askese.

## Traditionen indischen Ursprungs
In Indien traten anscheinend bereits in der Epoche der Indus-Kultur (3. und frühes 2. Jahrtausend v. Chr.) Asketen auf. Die ältesten bekannten religiös-philosophischen Systeme, in denen radikale oder gemäßigte Askese einen wesentlichen Bestandteil bildet, sind in Indien entstanden: der Jainismus, der Buddhismus und der Hinduismus.

### Hinduismus
In den älteren Schriften der vedischen Religion, die sich ab der Mitte des 2. Jahrtausends v. Chr. nach der Einwanderung der Arier ausbildete, kommt Askese nur vereinzelt vor. In den Upanishaden, deren Abfassung in der ersten Hälfte des 1. Jahrtausends v. Chr. begann, spielt jedoch der Fachausdruck für Askese, tapas (im Sanskrit „Hitze“ oder „Glut“), bereits eine wichtige Rolle. Gemeint ist die innere Glut, die der Asket durch seine Bemühungen (śrama) erzeugt. Eine der Übungen besteht darin, dass man sich der Sonne aussetzt und rings um sich Feuer entzündet. Tapas soll dem Praktizierenden außergewöhnliche Kraft und Macht verleihen; man will sich über die Grenzen des gewöhnlich Möglichen erheben. Bei diesem Bestreben geht es um den Stärkungsaspekt der Askese, der auch im Yoga ein wesentliches Teilziel darstellt. Daneben ist auch die Weltablehnung und angestrebte Befreiung von der materiellen Welt ein Kernbestandteil der in Indien entwickelten Askese-Konzepte. Ideale der altindischen asketischen Lebensführung, die bis in die Gegenwart nachwirken, sind die Wahrheitsergreifung, das Nichterwerben und das Nichtverletzen (ahiṃsā).

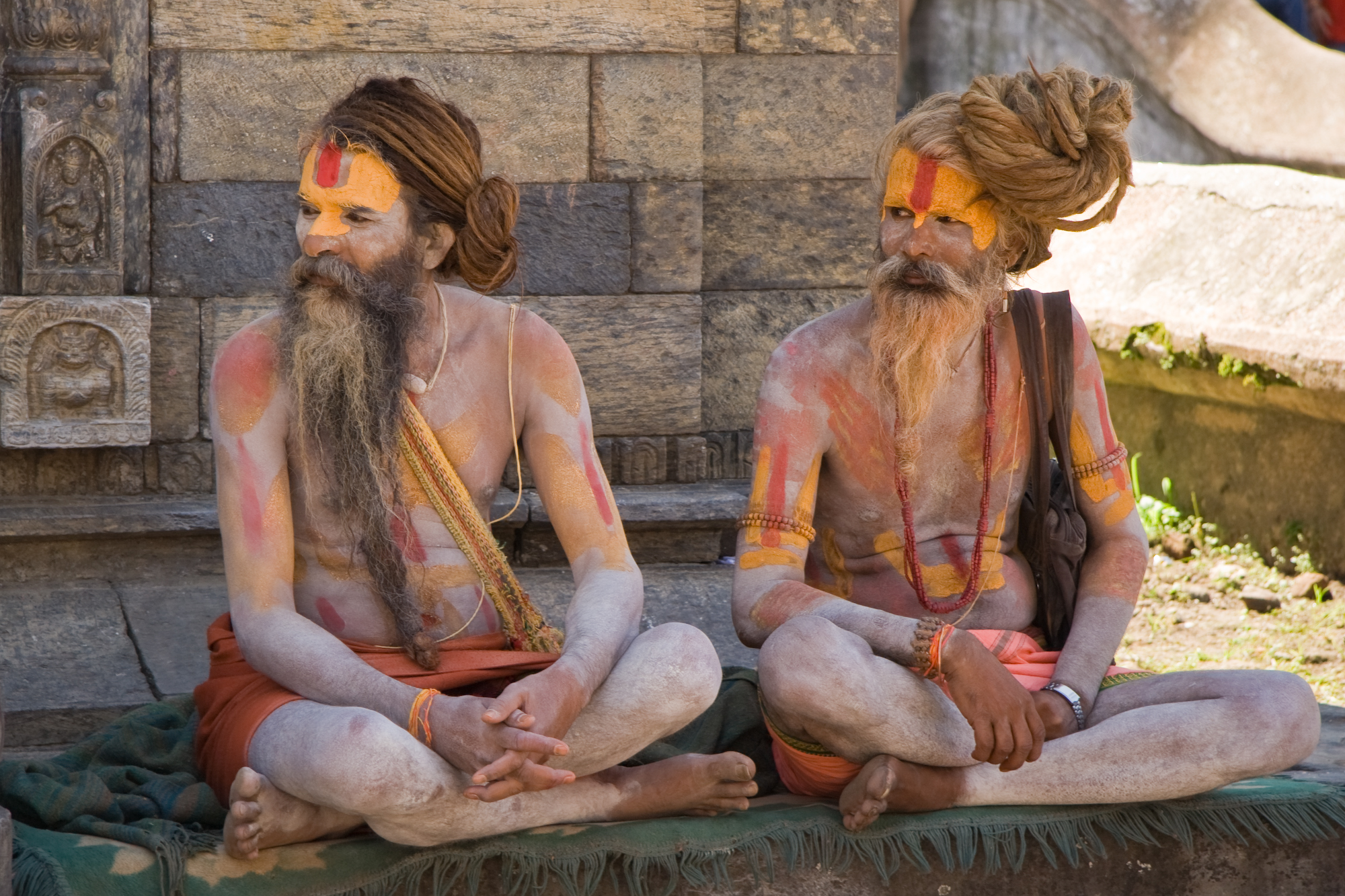
Asketen (Sadhus) in Kathmandu

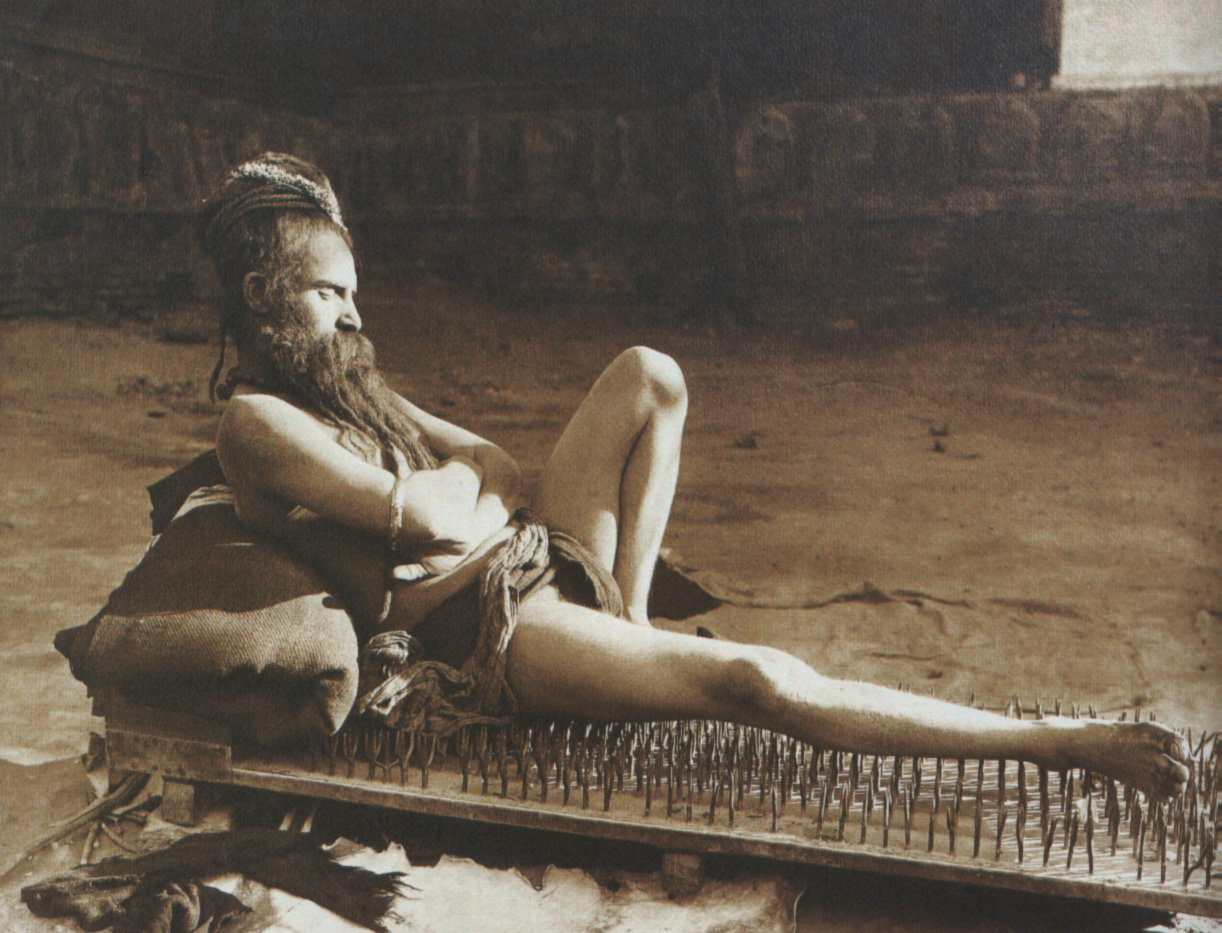
Indischer Fakir (1907)

In den Dharmasutras (Handbüchern der religiösen Vorschriften), die ungefähr im 5. oder 4. Jahrhundert v. Chr. aufgezeichnet wurden, finden sich genaue Angaben über die Lebensweisen eines „Waldbewohners“ (vānaprastha) und eines Wanderasketen (parivrājaka). Dabei handelte es sich um Asketen, die sich – oft erst in fortgeschrittenem Alter – entweder in die Waldeinsamkeit zurückzogen oder bettelnd umherzogen. Sie führten anspruchsvolle Körperübungen aus, deren Ziel es war, den Körper zu „reinigen“ oder „auszutrocknen“ und zugleich eine gleichmütige Grundhaltung zu erlangen und auch unter schwierigsten Verhältnissen zu bewahren. Für die Ernährung und Kleidung der Asketen und für die Umsetzung des Prinzips der Besitzlosigkeit gab es detaillierte Regeln. Alles unnötige Reden war strikt zu vermeiden.
Viele indische Weise (Rishis) praktizierten und empfahlen eine asketische Lebensweise. Asketen genießen in der hinduistischen Gesellschaft traditionell hohen Respekt. Sie treten als Yogis, Sadhus („Gute, die das Ziel erreichen“) oder Sannyasins („Entsagende“), als Fakire oder als Anhänger des Tantrismus auf.
Berühmte Asketen der Moderne wie Ramakrishna († 1886) und Ramana Maharshi († 1950) wurden auch im Westen bekannt. Eine besonders starke Breitenwirkung erzielte Mahatma Gandhi († 1948), der dem traditionellen hinduistischen Askese-Ideal durch sein Vorbild einen neuen, lange und stark nachwirkenden Impuls gab.

### Buddhismus

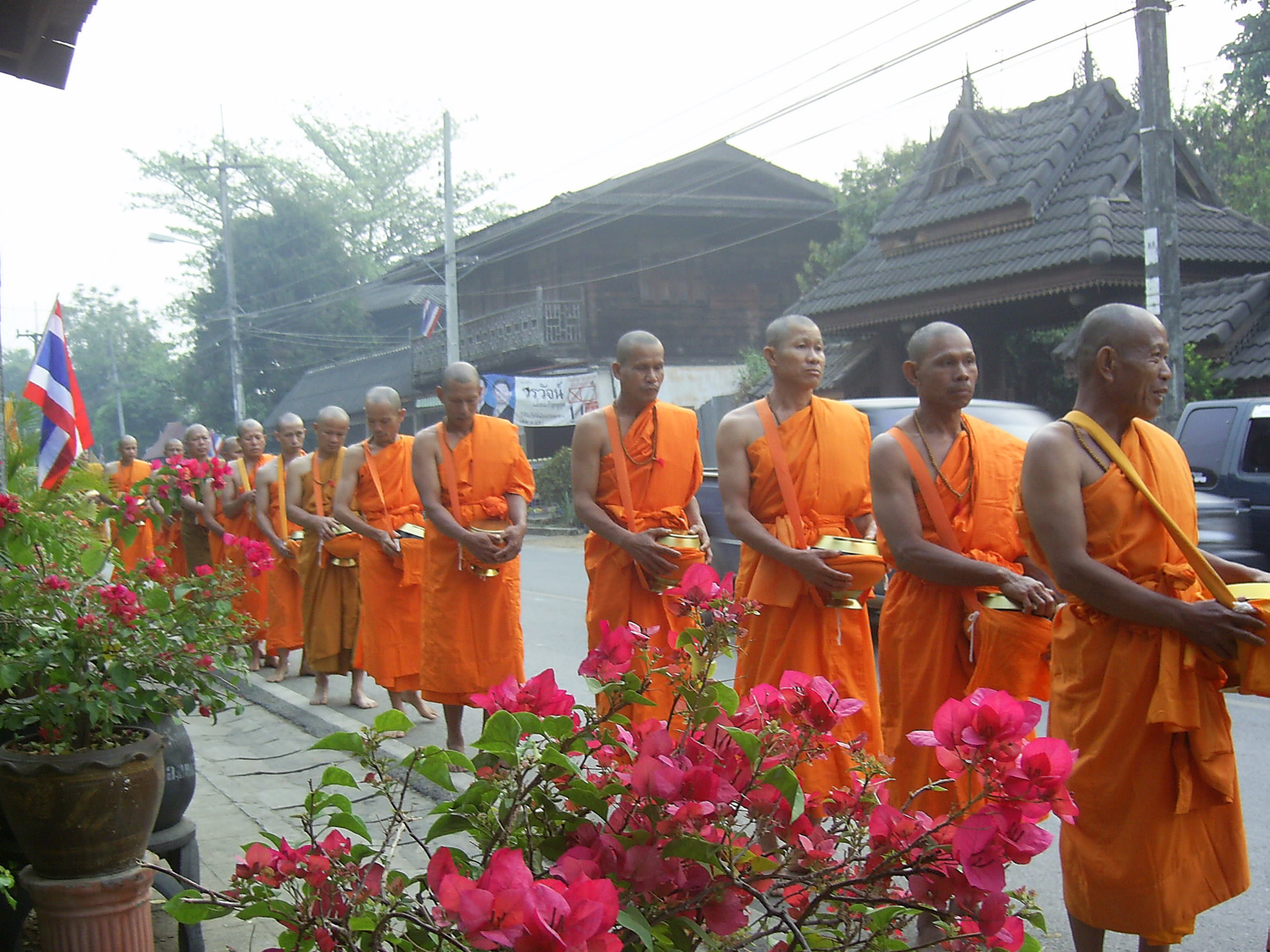
Buddhistische Mönche in Thailand beim Bettelgang

Der Begründer des Buddhismus, Siddhartha Gautama, der nach heutigem Forschungsstand im späten 5. oder frühen 4. Jahrhundert v. Chr. starb, praktizierte anfänglich eine sehr strenge Askese, die er aber abbrach, als er zur Auffassung gelangte, dass sie nutzlos sei. Daraufhin formulierte er die buddhistische Lehre in Abgrenzung von den Askesepraktiken der brahmanischen Mönche und des Jainismus, die er ablehnte. Er verkündete den „mittleren Weg“ (Pali: majjhimā paṭipadā) zwischen den beiden Extremen einer aus seiner Sicht übertriebenen Askese und eines ungeregelten Genusslebens. Dieser Weg war ursprünglich für bhikkhus (Mönche, wörtlich „Bettler“) konzipiert und enthielt asketische Bestimmungen für ein Mönchsleben, aber keine selbstquälerischen Praktiken. Der Körper sollte nicht geschädigt oder geschwächt werden.
Der Begriff des Asketen war den frühen Buddhisten bekannt. Sie sprachen von samaṇa („jemand, der sich anstrengt“). Zu den Vorschriften gehörten Besitzlosigkeit, einfachste Kleidung, völlige sexuelle Enthaltsamkeit, Verzicht auf berauschende Getränke und die Verpflichtung, alles zu essen, was in die Bettelschale gelegt wird. Die Mönche hatten keinen festen Wohnsitz, sie wanderten das ganze Jahr mit Ausnahme der Regenzeit umher. Daher wurden sie auch als „in die Hauslosigkeit Hinausgezogene“ bezeichnet. Asketische Übungen, die den Mönchen und Nonnen nicht vorgeschrieben waren, aber in strengeren Richtungen empfohlen wurden, nannte man dhutaṅgas („Mittel zum Abschütteln“). Dabei handelte es sich um Einschränkungen in der Ernährung, der Kleidung und den Wohnverhältnissen, die teils weit über die allgemein praktizierte Enthaltsamkeit der Ordensangehörigen hinausgingen. Dhutaṅgas werden noch heute in der „thailändischen Waldtradition“ geschätzt.

### Jainismus

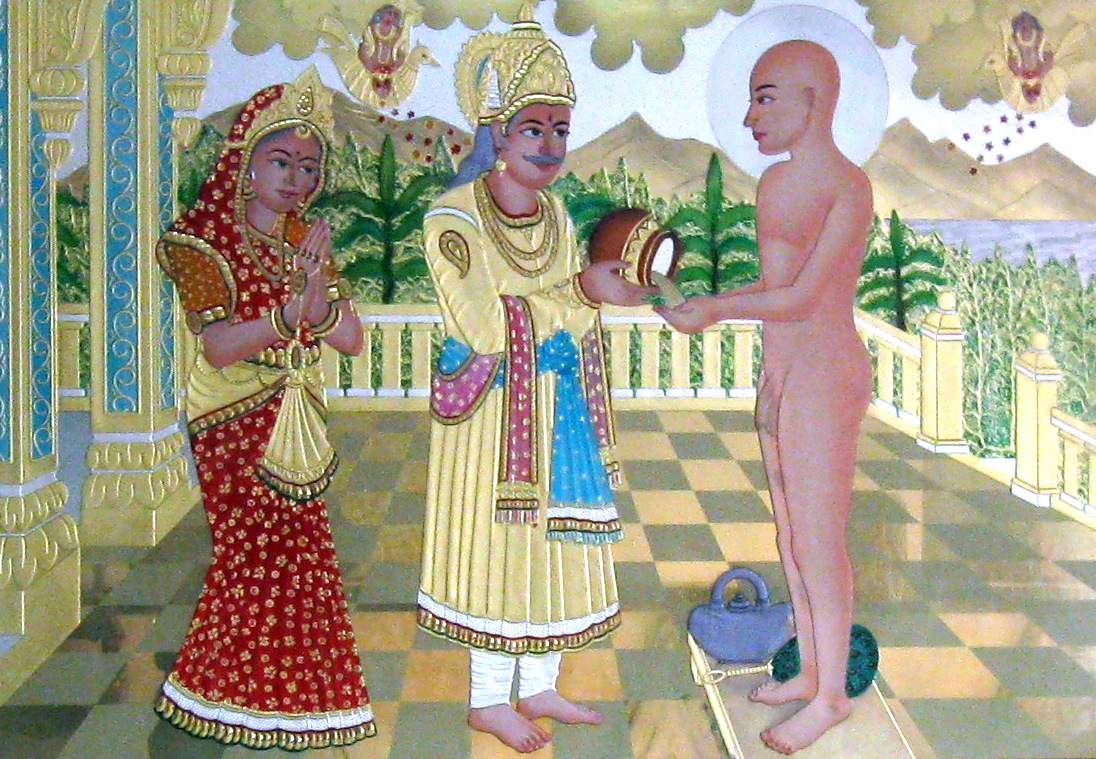
Der nackte Asket Mahavira empfängt Almosen (neuzeitliche Darstellung in einem Jaina-Tempel).

Der Jainismus ist unter den in Indien entstandenen Religionen diejenige, die an ihre Anhänger – sowohl Mönche und Nonnen als auch Laien – die härtesten Askese-Anforderungen stellt. Besonders hinsichtlich der Ernährung sind zahlreiche strenge Vorschriften zu beachten, Genuss ist dabei verpönt und es wird viel gefastet. Das Gebot einer konsequenten Gewaltlosigkeit (ahiṃsā) erstreckt sich auf den Umgang mit sämtlichen Lebensformen, bezieht also auch schädliche Insekten und Kleinstlebewesen ein. Dies bringt im Alltag eine Vielzahl von Einschränkungen und Unbequemlichkeiten mit sich, denn auch versehentliche Schädigung von Lebewesen aller Art ist durch Vorsichtsmaßnahmen möglichst zu verhüten. Hinzu kommt eine rigorose Kontrolle der Gedanken.
Das Ziel der Askese (tava) ist die Vermeidung sündhafter Verstrickungen, die nach der Jaina-Lehre schädliches Karma erzeugen und damit die Fortdauer eines leidvollen Daseins bewirken. Angestrebt wird eine möglichst radikale Ablösung der Seele (jiva) von der diesseitigen Welt. Durch die Entsagung wollen die Gläubigen ihre Erlösung herbeiführen. Sie möchten dem Diesseits entrinnen und Zugang zu einem transzendenten Jenseits erlangen, in dem sie dann endgültig verbleiben. Ihre Vorbilder sind dabei die Tirthankaras, berühmte Asketen wie Parshva und Mahavira, die nach dem Glauben der Jainas dieses Ziel erreicht haben.
Als Voraussetzung für den Erfolg gilt nicht nur die Wahrung der äußerlichen asketischen Disziplin, sondern auch die Ausrottung schädlicher Regungen wie Stolz. Diesen Aspekt veranschaulicht die Legende von dem stolzen Asketen Bahubali, dessen Bemühungen trotz perfekter äußerer Selbstbeherrschung scheiterten, bis er seinen Stolz erkannte und überwand. Schädliche Leidenschaft, die das asketische Leben behindert, zeigt sich nach der Jaina-Lehre in den vier Formen Zorn, Stolz, Täuschung und Gier. Zorn entsteht bei der erlebten oder vorausgesehenen Wegnahme von Angenehmem oder durch das Zubringen unangenehmer Dinge sowie bei Kränkung. Anlass zu Stolz oder Dünkel bieten körperliche und geistige Vorzüge und Leistungen sowie sozialer Rang; asketische Praxis und elitäres Wissen machen religiöse Menschen eingebildet. Täuschung oder Trug ist alles, was der Wahrheit widerspricht: sowohl die eigene Hinwendung zu Irrtümern und schlechter Lebensweise als auch die Irreführung anderer. Jede der vier Leidenschaften führt zu Karma und muss daher vollständig ausgeschaltet werden. Dies geschieht durch die Askese, welche die Abwehr (saṃvara) der drohenden schlechten Einflüsse und die Tilgung (nijjarā) des bereits zugeströmten Karmas umfasst. Zu den Mitteln der Abwehr gehört das Ertragen der zweiundzwanzig Anfechtungen, darunter Hunger, Durst, Hitze, Kälte, stechende Insekten, Beschimpfung, Misshandlung, Abweisung und Krankheit.
Unter den verschiedenen Richtungen im Jainismus ist die radikalste die der Digambaras („Luftgekleideten“), bei denen die Mönche, dem Vorbild Mahaviras folgend, vollständig nackt leben. Einen möglichen Höhepunkt der Askese bildet der rituelle Tod durch freiwilliges Verhungern. Die Jainas legen großen Wert auf die Feststellung, dieses als sallekhana bezeichnete Ritual sei keineswegs ein Selbstmord.

## Griechische und römische Philosophie und Religion

### Askese im allgemeinen und im philosophischen Sprachgebrauch
Im Altgriechischen bezeichnete das Verb askein ursprünglich ein technisches oder künstlerisches Anfertigen oder Bearbeiten, das sorgfältige Betreiben oder Ausüben einer Technik oder Kunst. In diesem Sinne verwendete es Homer. Hinsichtlich des menschlichen Körpers ging es um Ertüchtigung durch Gymnastik oder militärisches Training; Krieger und Athleten wurden als Asketen bezeichnet. Im Bereich der Ethik verstand man unter áskēsis eine Schulung mit dem Ziel, Weisheit und Tugend durch Einübung zu erlangen und so das Ideal der aretḗ (Tüchtigkeit, Vortrefflichkeit) auch im geistigen Sinne zu verwirklichen. Die übertragene Bedeutung (Übung der Tugend oder Tüchtigkeit) ist bereits bei Herodot bezeugt. Der Vorsokratiker Demokrit stellte fest: „Mehr Menschen werden durch Übung (ex askḗsios) tüchtig als aus natürlicher Anlage.“ Schon bei den frühen Pythagoreern (6./5. Jahrhundert v. Chr.) waren Mäßigung und Selbstbeherrschung sowie die Bereitschaft zum Verzicht Kernbestandteile der philosophischen Lebensweise, die auf Vervollkommnung der Tugendhaftigkeit abzielte. In diesem Milieu hatte Askese auch einen religiösen Sinn; asketische Taten bedeuteten, dass man „dem Gott folgt“.

### Sokrates und Platon
Als Vorbild der Tugendhaftigkeit galt Sokrates (469–399 v. Chr.). Sein Schüler Xenophon lobte seine Selbstbeherrschung (enkráteia) und befand, Sokrates habe es darin von allen am weitesten gebracht. Er habe gegenüber Frost und Hitze und allen Mühseligkeiten die größte Ausdauer besessen und die Selbstbeherrschung als Grundlage der Tugendhaftigkeit betrachtet, da ohne sie alle Bemühungen vergeblich seien. Xenophon betonte die Notwendigkeit der geistigen und körperlichen Übung als Mittel zur Erlangung solcher Selbstkontrolle; nach seinem Bericht behauptete Sokrates, durch Üben könnten die von Natur aus Schwächsten die Stärksten übertreffen, falls diese das Training vernachlässigten. Eine ausführliche Beschreibung der Selbstdisziplin des Sokrates und seiner Ausdauer im Ertragen von Mühen und Strapazen gab sein berühmter Schüler Platon in dem literarischen Dialog Symposion. Diese vorgelebte philosophische Askese stieß bei den Zeitgenossen allerdings auch auf Kritik. So verspottete der Komödiendichter Aristophanes den Lebensstil des Kreises um Sokrates; er sah darin eine abwegige Modeerscheinung.
Platon plädierte für eine einfache und naturgemäße Lebensweise im Gegensatz zu der üppigen, die er tadelte. Damit meinte er aber nicht Rückkehr zu einer primitiveren Zivilisationsstufe, sondern Reinigung von allem Übermäßigen. Dadurch werde beim Menschen Besonnenheit und innere Ordnung erzeugt. Die lebensnotwendigen Bedürfnisse seien zu befriedigen, nicht aber die, die über das Notwendige hinausgehen. Wie sein Lehrer Sokrates betonte Platon die Wichtigkeit der Erlangung von Selbstkontrolle. Unter Askese verstand er geistige Übungen, die sich auf das Denken und Wollen beziehen und auf aretḗ (Tüchtigkeit, Tugendhaftigkeit, „Gutsein“) abzielen: Man solle „die Gerechtigkeit und die übrige Tugend“ einüben. So übend solle man leben und sterben, dies sei die beste Lebensweise. In den damaligen Diskussionen über die Erziehung und Charakterbildung wurde das Gewicht und das Zusammenspiel dreier Faktoren erörtert: der Naturanlage, der Belehrung und des praktischen Einübens (áskēsis).

### Stoa
Bei den Stoikern erhielt das asketische „Üben“ eine herausragende Rolle in der philosophischen Lebensführung. Bei ihnen stand der Aspekt der Enthaltung und des Verzichts im Vordergrund. Askese wurde primär als geistige Disziplin aufgefasst. Die körperlichen Aspekte waren ebenfalls wichtig, aber zweitrangig. Körperliche Praktiken ohne geistige Basis und Zielsetzung galten als nutzlos; eine äußerliche, demonstrative Askese mit dem Ziel, andere zu beeindrucken, wurde entschieden abgelehnt. Beherrschung der Gedanken und Triebe sollte den stoischen Philosophen von der Tyrannei der wechselhaften Gemütszustände befreien und ihm damit innere Ruhe und Freiheit verschaffen. Erstrebt wurde die „Apathie“ (apátheia): Zurückdrängung leidvoller und destruktiver Affekte wie Zorn, Furcht, Neid und Hass, im Idealfall Freiheit des Gemüts von jeder Erregung. Die so aufgefasste Apathie galt in der Stoa als Voraussetzung für die Ataraxie (Gelassenheit, Unerschütterlichkeit). Viel Anklang fand das stoische Askese-Ideal in der römischen Kaiserzeit. Der Stoiker Epiktet machte detaillierte Angaben über die erforderlichen Übungsschritte. Ein prominenter stoischer Asket war Kaiser Mark Aurel. Die kaiserzeitlichen Stoiker forderten Erfüllung der Bürgerpflichten, zu denen nach ihrer Überzeugung auch für Philosophen das Heiraten und Kinderzeugen gehörte.

### Kyniker
Eine besonders radikale Askese war das Hauptmerkmal der Kyniker. Sie verstanden darunter vor allem körperliche Abhärtung, die zur Stärkung der Willenskraft führen sollte, und Verzicht auf die Werte und Bequemlichkeiten der zivilisierten Lebensweise. Kynische Philosophen führten ein Wanderleben. Ihren Besitz reduzierten sie auf das Notwendigste, das sie in ihrem Ranzen unterbringen konnten. Die Bedürfnisse wurden radikal auf Elementares beschränkt. Mit dem Armutsideal verbanden die Kyniker aber keine Abwertung des Körpers, der Sexualität und des Genusses; man sollte zwar mit dem Wenigen, das man hatte, zufrieden sein, dieses aber durfte man durchaus genießen. Im Rahmen ihrer konsequenten Ablehnung der herrschenden Moralvorstellungen befürworteten und praktizierten die Kyniker sexuelle Freizügigkeit und spontane Triebbefriedigung. Die sofortige Befriedigung sollte die Hoffnung auf künftigen Lustgewinn überflüssig machen und so der Entstehung vermeidbarer Bedürfnisse vorbeugen. Diogenes von Sinope, ein prominenter Kyniker, soll bemerkt haben, es sei ein Merkmal der Götter, bedürfnislos zu sein, und der gottähnlichen Menschen, nur wenig zu benötigen. Der anekdotischen Überlieferung zufolge lebte Diogenes in einem Fass. Die Kyniker kultivierten ihre Außenseiterrolle in der Gesellschaft und unter den Philosophen: Ihr Hauptinteresse galt den körperlichen Funktionen, staatsbürgerliche Pflichten interessierten sie nicht und mit ihrem provokant ungepflegten Äußeren erregten sie Anstoß. Noch im 4. Jahrhundert polemisierte Kaiser Julian gegen die Kyniker seiner Zeit, obwohl er selbst überzeugter Asket war.

### Neupythagoreer und Neuplatoniker
Eine völlig andere Ausprägung des Askese-Ideals vertraten die kaiserzeitlichen Neupythagoreer. In neupythagoreisch orientierten Kreisen wurde das Ideal lebenslanger sexueller Enthaltsamkeit des Philosophen propagiert, wie der im frühen 3. Jahrhundert von Philostratos verfassten Lebensbeschreibung des neupythagoreischen Asketen Apollonius von Tyana zu entnehmen ist.
Die in der Spätantike dominierende Philosophie, der Neuplatonismus, war von Anfang an asketisch orientiert. Bei den Neuplatonikern stand das Ziel der Befreiung der Seele aus dem Gefängnis des Körpers und ihrer Rückkehr in ihre rein geistige Heimat, die intelligible Welt, im Vordergrund. Als Voraussetzung dafür galt die Auslöschung der körperbezogenen Begierden. Der Neuplatoniker Porphyrios berichtet, dass der römische Senator Rogatianus von der neuplatonischen Lehre so beeindruckt war, dass er auf die Senatorenwürde verzichtete, seinen gesamten Besitz aufgab und alle seine Sklaven freiließ. Der Brief des Porphyrios an seine Frau Marcella ist eine Werbeschrift (Protreptikos) für eine asketische philosophische Lebensweise.

### Religiös begründete Enthaltungen
Für eine Reihe von Kulten der griechischen und römischen Antike sind Verzichtübungen bezeugt. In der griechischen Religion spielte die Enthaltsamkeit eine größere Rolle als in der römischen. Verbreitet waren Fastenbräuche und sexuelle Askese religiöser Funktionsträger. Zeitweilige Enthaltungsvorschriften galten für die Teilnehmer der Mysterienkulte, deren Weihen erst nach einer mit Verzichten verbundenen Vorbereitungszeit erteilt wurden. Allerdings handelte es sich bei all diesen auf kultische Reinheit abzielenden Verboten nur um rituelle Regeln, aus denen sich kein asketisches Lebensideal entwickelte. Ansätze zu einem solchen finden sich jedoch bei den Orphikern. Diese praktizierten das „orphische Leben“, eine Lebensweise, zu der die Befolgung von Enthaltungsanweisungen und der Gedanke der Verantwortung des Menschen vor der Gottheit gehörten.

## Judentum
Das Judentum wies ursprünglich wenig asketische Züge auf, da die Welt als Schöpfung Gottes positiv eingeschätzt und der Genuss ohne Misstrauen betrachtet wurde. Manche Vorschriften zu einer befristeten Enthaltsamkeit und Regulierung des Genusses in der Zeit des Tanach wurzelten nicht in asketischem Gedankengut, sondern in alten magischen Vorstellungen. Dazu gehörte der Glaube an die kultisch verunreinigende Wirkung des Geschlechtsverkehrs, der den Priestern daher vor kultischen Handlungen untersagt war. Auch Weingenuss war vor dem Opferdienst verboten. Zur Vorbereitung auf den Empfang einer göttlichen Offenbarung wurde gefastet.
Die Ausbildung einer asketischen Denkweise begann mit dem Aufkommen des kollektiven Bußfastens, das öffentlich als Ausdruck der Reue angeordnet wurde, um den Zorn Gottes zu stillen und sein Strafgericht abzuwenden. Es entstand die Vorstellung, dass gemeinsames oder auch individuelles Fasten Gott wohlgefällig sei und daher die Wirksamkeit von Gebeten verstärke oder bewirke, dass Gott ein zuvor nicht erhörtes Gebet schließlich doch erhöre. Das Fasten wurde zu einem verdienstlichen Werk, für das man Lohn erhoffte.
In der frühen römischen Kaiserzeit erhob der platonisch beeinflusste Theologe Philon von Alexandria eine philosophisch begründete Askeseforderung. Für ihn waren der Patriarch Jakob und Mose vorbildliche Asketen. Zu Philons Zeit gab es im Judentum bereits eine asketische Strömung; er schildert das Leben der „Therapeuten“, einer Gemeinschaft ägyptischer Juden, die ihren Besitz aufgaben und sich zu einem gemeinsamen asketischen Leben aus den Städten in dünn besiedelte Gegenden zurückzogen. Asketisch orientiert waren auch die Essener, eine Gruppe frommer Juden, die auf persönlichen Besitz verzichteten und ein einfaches, genügsames Leben mit Gütergemeinschaft führten. Von ihnen berichtet Flavius Josephus, dass sie die Vergnügungen als Laster betrachteten und die Tugend in der Selbstkontrolle und Überwindung der Leidenschaften sahen. Fortpflanzung lehnten sie ab, stattdessen adoptierten sie fremde Kinder.
In der mittelalterlichen jüdischen Philosophie gewannen unter dem Einfluss des Neuplatonismus oder auch asketischer Strömungen des Islam (Sufismus) weltablehnende Ideen und Konzepte der Entsagung an Bedeutung. Das jüdische Exils-Bewusstsein trug zur Verstärkung solcher Tendenzen bei. Ein gemäßigter Asketismus in Verbindung mit einer neuplatonisch gefärbten Weltsicht findet sich beispielsweise im Buch der Herzenspflichten von Bachja ibn Paquda und im Traktat Meditation der traurigen Seele von Abraham bar Chija, eine negative Wertung sinnlicher Vergnügungen bei Maimonides sowie in der Kabbala. Maimonides’ Sohn Abraham zitiert in seinem Kompendium der Diener Gottes Autoren des Sufismus. Die früher vorherrschende Meinung, dem Judentum sei die Askese gesamthaft fremd gewesen und geblieben, wird in der neueren Forschung korrigiert, und es werden unterschiedliche asketische Impulse bei mittelalterlichen jüdischen Autoren in den Blick genommen. Gemeinsam ist diesen jüdischen Askesebefürwortern, dass sie einen Rückzug aus der Gesellschaft verwarfen. Sie erwarteten vom Asketen, dass er am gesellschaftlichen Leben Anteil nehme und seine sozialen Aufgaben erfülle.

## Gnosis
In manchen der antiken gnostischen Gemeinschaften galten asketische Praktiken (sexuelle Enthaltsamkeit, Fasten, Verzicht auf Fleischgenuss) als heilsnotwendig. Das Motiv war radikale Weltablehnung. Auch der Manichäismus, eine im 3. Jahrhundert entstandene, vom Gedankengut der Gnosis geprägte Religion, betonte die Notwendigkeit einer enthaltsamen Lebensweise. Die Manichäer forderten von ihrer Elite (lateinisch electi „die Erwählten“) lebenslange sexuelle Enthaltsamkeit, ein Leben in Armut sowie häufiges und strenges Fasten.

## Christentum
Die Askese gehört seit Anbeginn zur christlichen Lehre und Überlieferung. Sie dient dem Streben nach Vollkommenheit im Sinne der christlichen Tugendlehre. Als radikalste Form asketischen Lebens entstand in der Antike zunächst das Eremitentum und dann das koinobitische Mönchtum, das im Mittelalter zu den bedeutendsten Faktoren der Kulturgeschichte zählte. Im Zeitalter der Reformation kam es jedoch zu einer fundamentalen Kritik am Konzept des Mönchtums und damit auch am traditionellen Ideal der Askese.

### Neues Testament
Im Neuen Testament kommt das Substantiv Askese nicht vor und das Verb askein nur an einer Stelle (Apostelgeschichte 24,16) im Sinne von ‚sich bemühen‘ ohne Zusammenhang mit Askese. Jesus kritisierte die zu seiner Zeit gängige Praxis einer demonstrativen Askese (Matthäus 6,16–18), doch richtete sich diese Kritik nicht gegen die Askese als solche, sondern gegen ihre Zurschaustellung in der Absicht, dadurch Ansehen zu gewinnen.
Obwohl ein Begriff fehlt, wird Verzicht im asketischen Sinn im Neuen Testament oft und ausführlich thematisiert. Beispiele sind in den Evangelien Markus 8,34: „Wer mein Jünger sein will, der verleugne sich selbst, nehme sein Kreuz auf sich und folge mir nach“ (vgl. Lukas 9,23); Lukas 14,26: „Wenn jemand zu mir kommt und nicht Vater und Mutter, Frau und Kinder, Brüder und Schwestern, ja sogar sein Leben gering achtet, dann kann er nicht mein Jünger sein“ (vgl. Lukas 14,33); Matthäus 5,29 f.: „Wenn dich dein rechtes Auge zum Bösen verführt, dann reiß es aus und wirf es weg! […] Und wenn dich deine rechte Hand zum Bösen verführt, dann hau sie ab und wirf sie weg!“; Lukas 21,36: „Wacht und betet ohne Unterlass“ (aufgegriffen in 1 Thessalonicher 5,17 und 2 Timotheus 1,3); Matthäus 6,16–18 (Empfehlung des Fastens mit Verheißung eines himmlischen Lohns dafür); Matthäus 19,12 (Ehelosigkeit um des Himmelreichs willen); Matthäus 19,21: „Wenn du vollkommen sein willst, geh, verkauf deinen Besitz und gib das Geld den Armen; so wirst du einen bleibenden Schatz im Himmel haben“. Jesus weist auf seine Heimatlosigkeit hin, er „hat keinen Ort, wo er sein Haupt hinlegen kann“ (Matthäus 8,20). Unter den Evangelisten betont vor allem Lukas die Notwendigkeit strenger Askese. Er nennt neben der Gerechtigkeit die Enthaltsamkeit (enkráteia) als wesentliches Merkmal der christlichen Lehre.
Anhaltspunkte zur Begründung einer asketischen Weltablehnung bieten auch Stellen im Johannesevangelium (Johannes 15,19) und im ersten Johannesbrief (1 Johannes 2,15–17). Hinzu kommt das Beispiel des Asketen Johannes des Täufers und seiner Jünger. Er predigte in der Wüste, ernährte sich von Heuschrecken und wildem Honig und ließ seine Jünger fasten (Markus 1,4–6 und 2,18; Matthäus 11,18).
In den Briefen des Apostels Paulus wird verschiedentlich asketisches Gedankengut vorgetragen. Dabei kommt das Vokabular des sportlichen Wettkampfs (Agon), insbesondere des Wettlaufs, zum Einsatz. Paulus vergleicht die Mühen einer christlichen Lebensführung mit der Disziplin der Athleten, die Entbehrungen auf sich nehmen, um einen Kampf zu gewinnen. Das Ziel ist der Siegeskranz, den der Apostel zu einer eschatologischen Metapher macht. So schreibt er: „Jeder Wettkämpfer lebt aber völlig enthaltsam; jene tun dies, um einen vergänglichen, wir aber, um einen unvergänglichen Siegeskranz zu gewinnen. Darum laufe ich nicht wie einer, der ziellos läuft, und kämpfe mit der Faust nicht wie einer, der in die Luft schlägt; vielmehr züchtige und unterwerfe ich meinen Leib“ (1 Korinther 9, 25–27); „Wenn ihr nach dem Fleisch lebt, müsst ihr sterben; wenn ihr aber durch den Geist die (sündigen) Taten des Leibes tötet, werdet ihr leben“ (Römer 8,13); „Darum sage ich: Lasst euch vom Geist leiten, dann werdet ihr das Begehren des Fleisches nicht erfüllen. Denn das Begehren des Fleisches richtet sich gegen den Geist, das Begehren des Geistes aber gegen das Fleisch; beide stehen sich als Feinde gegenüber“ (Galater 5,16 f.); „Alle, die zu Christus Jesus gehören, haben das Fleisch und damit ihre Leidenschaften und Begierden gekreuzigt“ (Galater 5,24); „Darum tötet, was irdisch an euch ist: die Unzucht, die Schamlosigkeit, die Leidenschaft, die bösen Begierden und die Habsucht, die ein Götzendienst ist“ (Kolosser 3,5). Die Askese, die Paulus befürwortet, ist geistbezogen; er kritisiert das Quälen des Körpers, das in Wirklichkeit nur zur Befriedigung der irdischen Eitelkeit diene (Kolosser 2,23). Auch der Verfasser des Ersten Timotheusbriefs, der sich gegen Ehe- und Speiseverbote wendet, warnt vor einer Überbetonung der körperlichen Übung (1 Timotheus 4,8).

### Epoche der Kirchenväter

#### Großkirche
Ab dem 2. Jahrhundert ist der Begriff Askese in griechischer theologischer Literatur bezeugt. Er wurde zuerst in Alexandria verwendet, wo der Einfluss Philons nachwirkte. Schon früh machte sich im erbaulichen Schrifttum der Christen ein asketischer Zug bemerkbar. Gewöhnlich begründete man die Enthaltsamkeitsforderung mit der Nachfolge Jesu, manchmal auch mit der Endzeiterwartung; man glaubte sich für die Schrecken der bevorstehenden Endzeit vor dem Weltuntergang wappnen zu müssen. Ein weiteres Motiv war der unablässige Kampf gegen den Teufel, den nach einer damals verbreiteten Überzeugung nur Asketen gewinnen können. Hinzu kam bei manchen Christen der Wunsch, schon in der Gegenwart die künftige Daseinsweise im Himmelreich, wo es keine irdischen Genüsse geben soll, vorwegzunehmen und möglichst wie die Engel zu leben.
In den Apokryphen zum Neuen Testament, besonders den apokryphen Apostelakten, die zur erbaulichen Unterhaltungsliteratur des frühen Christentums zählten, wurde auf Keuschheit und Armut großer Wert gelegt. Der im späten 2. und frühen 3. Jahrhundert tätige Kirchenvater Clemens von Alexandria hob die Bedeutung asketischer Übung hervor und empfahl die Ausrottung aller triebhaften Regungen. Er deutete allerdings das Armutsgebot der Evangelien nicht buchstäblich, sondern allegorisch: Der Besitz, den man aufgeben müsse, seien die unerwünschten Leidenschaften. Dieser Ansicht widersprach im 3. Jahrhundert Origenes, der sich für ein streng wörtliches Verständnis einsetzte und argumentierte, sogar ein Nichtchrist, der ursprünglich reiche Kyniker Krates von Theben, habe seinen gesamten Besitz verschenkt, um seelische Freiheit zu erlangen; daher müsse ein Christ erst recht dazu in der Lage sein. Origenes interpretierte die Nachfolge Jesu so radikal, dass er die Stelle Matthäus 19,12, wo von freiwillig herbeigeführter Eheunfähigkeit um des Himmelreichs willen die Rede ist, als Aufforderung zur Kastration deutete und sich daher als junger Mann von einem Arzt kastrieren ließ. Seine Entscheidung, die er später bereute, fand Nachahmer. Verbreitet war die Vorstellung, dass die Vertreibung Adams aus dem Paradies seiner Genusssucht zuzuschreiben sei und die Menschheit sich den Weg ins Himmelreich durch das gegenteilige Verhalten, das Fasten, ebnen könne; in der Spätantike vertrat sie u. a. der Kirchenvater Basilius der Große. Generell galt das Fasten als verdienstlich. Das vierzigtägige Fasten Jesu in der Wüste (Matthäus 4,2–4), bei dem er schließlich Hunger empfand, aber der Versuchung durch den Teufel widerstand, diente als Vorbild für die erforderliche Standhaftigkeit. Bei gebildeten spätantiken Kirchenvätern wie Johannes Chrysostomos, Ambrosius von Mailand, Hieronymus, Basilius dem Großen und Gregor von Nyssa machte sich in der Argumentation für eine asketische Lebensweise auch der Einfluss von stoischen, kynischen und neuplatonischen Ideen und Vorbildern bemerkbar.
Im späten 3. Jahrhundert verbreitete sich in Ägypten das Einsiedlertum der ersten Anachoreten. Sein berühmtester und einflussreichster Vertreter war der oft als Vater des Mönchtums bezeichnete Eremit Antonius der Große. Die Mönche lebten um der Askese willen in der Wüste (Wüstenväter), teils in Mönchszellen, teils als Wanderasketen. Als höchste Stufe der Askese galt die Nacktheit; einzelne Einsiedler verwirklichten ihr Armutsideal so radikal, dass sie auf jede Kleidung verzichteten.
Antonius der Große betrachtete die Askese nicht als Verdienst, sondern als Pflicht. Nach seiner Überzeugung verschafft sie dem Asketen die Fähigkeit zu vollkommener Erfüllung der Gebote und macht ihn des Himmelreichs würdig. Zu den ersten Voraussetzungen dafür gehört die Absage an die „Welt“. Das bedeutet Verzicht auf den materiellen Besitz und Abstreifung aller familiären Bindungen. Der Kirchenvater Athanasius der Große trug mit seiner Lebensbeschreibung des Antonius maßgeblich zur Verbreitung dieses Gedankenguts bei. Aus dem ägyptischen Einsiedlertum entwickelten sich im frühen 4. Jahrhundert die ersten organisierten Mönchsgemeinschaften. Sie übernahmen das Askese-Ideal der Eremiten in abgewandelter Form. Eine maßgebliche Rolle spielte dabei der Klostergründer Pachomios († 347).
Die auf den Lehren der Wüstenväter fußende Strömung war zivilisations- und bildungsfeindlich, sie lehnte die „heidnische“ kulturelle Tradition ab. Ihre Einstellung bildet den Gegenpol zur Auffassung des Kirchenvaters Hieronymus, der für eine andere Richtung im Mönchtum vorbildlich wurde. Hieronymus lebte zwar asketisch, warb für diese Lebensform und verherrlichte das asketische Wüstenleben, war aber zugleich Gelehrter und verbrachte seine Zeit mit Vorliebe in seiner umfangreichen Bibliothek. Er wurde zum Urbild des gebildeten Christen, der Askese mit klassischer antiker Bildung und wissenschaftlicher Arbeit verbindet. Allerdings war sein Verhältnis zu den traditionellen Bildungsgütern schwankend und spannungsvoll.

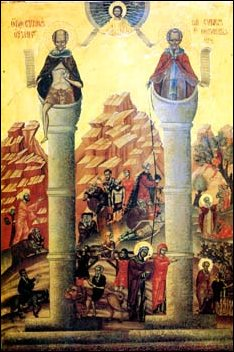
Die Säulenheiligen Symeon Stylites der Ältere (links) und Symeon Stylites der Jüngere auf einer Ikone

In Syrien entstand im 5. Jahrhundert eine Sonderform des Asketentums: die spektakuläre Lebensweise der Säulenheiligen (Styliten), die dauerhaft auf Säulen Wohnsitz nahmen. Schon in vorchristlicher Zeit war es üblich, dass ein Verehrer des Gottes Dionysos zweimal jährlich eine der phallischen Säulen im Tempel von Hierapolis Bambyke bestieg und für jeweils sieben Tage oben verblieb. Man glaubte, er sei in dieser Zeit der Gottheit nahe. Der erste Säulenheilige, Symeon Stylites der Ältere, baute sich die Säule, die ihm dann als Wohnstätte diente.
In breiten Volksschichten war die Achtung vor den Säulenheiligen und die Bewunderung ihrer Lebensweise groß. Auch sonst genossen Asketen in der Spätantike höchstes Ansehen. Schon Antonius der Große war so angesehen, dass ein Briefwechsel mit ihm als besondere Auszeichnung galt und sogar der römische Kaiser ihm schrieb. Viele Christen, darunter Prominente, machten sich auf den Weg in die Wüste, um von den Eremiten Rat und Hilfe zu erbitten. Damit vereitelten sie das Bestreben der Einsiedler, zurückgezogen in der Einsamkeit zu leben, und veranlassten sie in manchen Fällen zur Flucht an entlegenere Orte. Für die Asketen war der Ruhm eine Herausforderung.
Auch vornehme Frauen entschieden sich für eine asketische Lebensweise, oft nach ihrer Verwitwung. Teils blieben sie in ihrem bisherigen Stand, teils traten sie in Klöster ein. Sie widmeten sich körperlicher Arbeit, karitativen Aktivitäten und dem Studium religiöser Literatur.
Bei gebildeten spätantiken Nichtchristen stieß die christliche Askese auf Unverständnis und heftige Kritik. Sie wurde als Dummheit, Krankheit und Wahnsinn eingestuft. Auch unter den Christen gab es Kritiker. Zu ihnen zählte der zeitweilig einflussreiche Kirchenschriftsteller Jovinianus, der meinte, das Fasten sei nicht verdienstvoller als das Essen mit Dankbarkeit und es bestehe kein Rangunterschied zwischen keuschen Jungfrauen und Ehefrauen. Jovinianus warnte die asketisch Gesinnten vor Arroganz. Gegen ihn polemisierte der Kirchenvater Hieronymus, der überzeugt war, dass die asketische Lebensweise die verdienstvollste und jeder anderen überlegen sei. Daraus leitete Hieronymus eine Rangordnung ab; er meinte, den Asketen werde im künftigen Reich Gottes eine höhere Belohnung zuteilwerden als den übrigen Christen.

#### Sondergemeinschaften
Von der Großkirche als häretisch eingestufte christliche Gemeinschaften vertraten oft einen rigoroseren Asketismus als die kirchlichen Amtsträger und Schriftsteller. Zu ihnen gehörte die im 2. Jahrhundert entstandene Bewegung der Montanisten, für die sich der bedeutende Schriftsteller Tertullian engagierte. Dieser Theologe hatte sich der Großkirche entfremdet, da deren Enthaltsamkeitspraxis ihm zu lax war. Tertullian forderte eine strenge Askese, zu der unter anderem der Verzicht Verwitweter auf eine zweite Ehe gehörte. Das Fasten betrachtete er als Sühne, die der Mensch für Adams Verzehr der verbotenen Frucht zu leisten habe. Adam habe sein Heil wegen seiner Esslust verscherzt, doch nun könne man sich als Christ mit Gott aussöhnen, der über die Ursünde des ersten Menschenpaars und damit der ganzen Menschheit erzürnt sei.
Streng asketisch orientiert waren die Gruppen und Individuen, die von ihren kirchlichen Gegnern als Enkratiten („Sich beherrschende“ oder „Enthaltsame“) bezeichnet wurden oder sich auch selbst so nannten. In diesen Kreisen wurde das Ideal der sexuellen Enthaltsamkeit so betont, dass die Ehe und Fortpflanzung als unerwünscht oder zumindest suspekt galt und insbesondere eine zweite Eheschließung nach dem Tod des ersten Ehepartners verworfen wurde. Die Enkratiten – darunter der prominente Theologe Tatian – wurden zwar von den Kirchenvätern als Häretiker bekämpft, doch erwies sich die Abgrenzung von ihnen als schwierig, denn das enkratitische Askeseideal hatte auch innerhalb der Großkirche zahlreiche Anhänger, deren Überzeugungen sich von denen der außerkirchlichen Enkratiten kaum unterschieden. Insbesondere in der syrischen Kirche war ein enkratitisches Askeseverständnis die herrschende Lehre.
In der von Marcion im 2. Jahrhundert gegründeten Glaubensgemeinschaft, die stark von gnostischem Gedankengut beeinflusst war, wurde vor allem sexuelle Askese gefordert; anscheinend wurde auch Verzicht auf manche Nahrungsmittel verlangt. Die Grundlage dafür war die Ablehnung des Schöpfergotts, des Demiurgen, dessen Einrichtungen und Erzeugnisse man soweit möglich meiden wollte.

### Mittelalterlicher Katholizismus
Trotz der Betonung asketischer Lebensführung in der Epoche der Kirchenväter wurden die Begriffe „Askese“ und „Asket“ nicht aus dem Griechischen ins Lateinische übernommen oder übersetzt. Daher wurden sie wie schon in der Antike auch im Mittelalter außerhalb des griechischen Sprachraums nicht verwendet. Die allgemeinste lateinische Bezeichnung für Askese war disciplina, ein Begriff, der allerdings ein größeres Bedeutungsfeld abdeckte. Die Praktiken nannte man „Übungen“ (exercitia).
Hauptträger der asketischen Tradition war im Mittelalter wie schon in der Spätantike das Mönchtum. Die Grundlage bildete zunächst die in den 540er Jahren verfasste Benediktsregel. Der Ordensgründer Benedikt von Nursia praktizierte zwar persönlich eine harte Askese, doch die Vorschriften in seiner Regel für den Benediktinerorden sind im Vergleich mit den antiken Mönchsregeln der griechischsprachigen Welt relativ milde. Die Mäßigung in der asketischen Praxis trug wesentlich zum Erfolg und zur anhaltenden Beliebtheit der benediktinischen Ausprägung des Mönchtums bei.
In manchen Klöstern des Fränkischen Reichs und des Langobardenreichs galt im Frühmittelalter die stärker asketisch ausgerichtete Regel des aus Irland stammenden Klostergründers Columban von Luxeuil († 615), doch setzte sich schließlich die Benediktsregel in Westeuropa allgemein durch. Im irischen Mönchtum, das sich auch auf dem Festland ausbreitete, war die Neigung zur Askese besonders ausgeprägt. Zu den irischen Asketen zählten auch zahlreiche Wandermönche und Eremiten. Das Pilgern (lateinisch peregrinatio) fern der Heimat, die Auswanderung in fremde Länder und auf einsame Inseln galt bei den Iren als harte und darum besonders geschätzte Form der Askese.
Zum Schrifttum, aus dem die frühmittelalterlichen Asketen West- und Mitteleuropas maßgebliche Anregungen bezogen, gehörten insbesondere Darstellungen von Leben und Lehren der antiken Wüstenväter. Der Kirchenvater Johannes Cassianus, der in der ägyptischen Wüste gelebt hatte und dann im frühen 5. Jahrhundert in Marseille ein Kloster gründete, spielte als Vermittler des asketischen Gedankenguts der ostkirchlichen Mönche eine zentrale Rolle. Neben seinen weit verbreiteten Schriften waren lateinische Übersetzungen griechischsprachiger Literatur zur Spiritualität des orientalischen Mönchtums wegweisend.

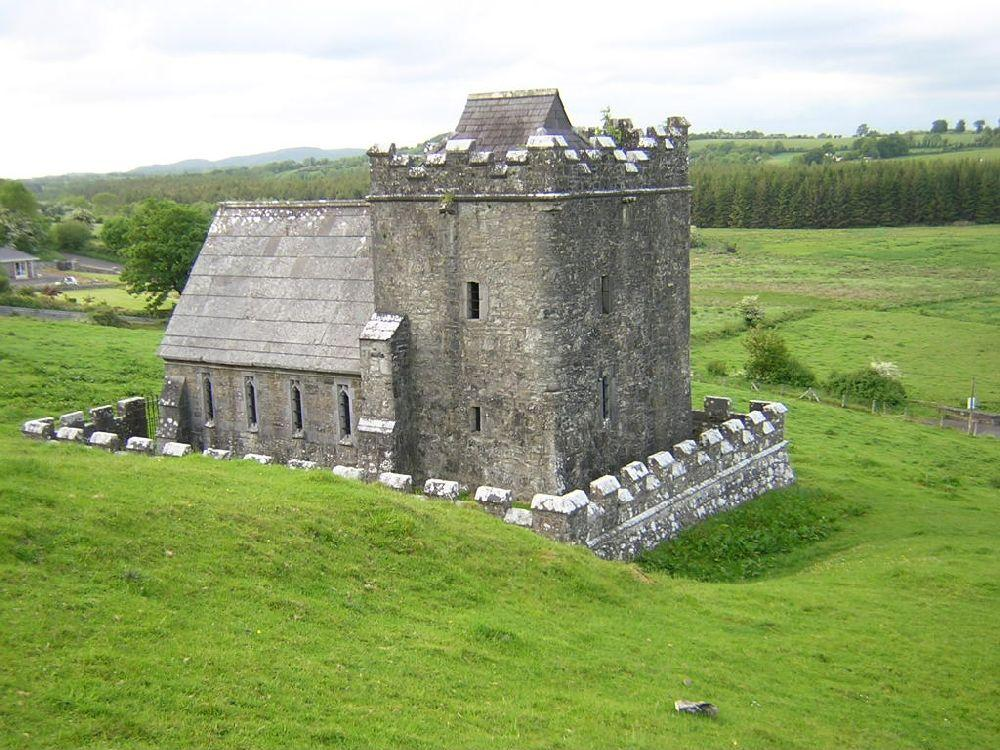
Eremitenkapelle (Erweiterung einer bis ins 17. Jahrhundert bewohnten Eremitenzelle) bei Fore Abbey, Irland

Eine gesteigerte Form der Askese praktizierten die Inklusen oder Reklusen. So nennt man Männer und Frauen, die sich in separat gelegenen, oft an eine Kirche angebauten Zellen einschließen oder einmauern ließen, die sie dann gewöhnlich bis zum Tod nicht mehr verließen. Die Einschließung wurde in einem rituellen Akt vollzogen. Manche Inklusen lebten im Bereich eines ländlichen Klosters, andere in den Städten. Wegen ihrer anspruchsvollen Askese brachte ihnen die Bevölkerung besondere Achtung entgegen; als Ratgeber waren sie sehr geschätzt.
Die zahlreichen Reformbewegungen des mittelalterlichen Mönchtums und neuen Ordensgründungen zielten auf Rückkehr zu einem idealisierten früheren Zustand und auf Wiedergewinnung verloren gegangener Wertmaßstäbe. Der Kampf der Reformer richtete sich gegen die Verweltlichung des Klosterlebens. In der Praxis bedeutete das eine neue Einschärfung der Askese, deren Aufweichung als Verfallserscheinung beklagt wurde. Innerhalb des Benediktinerordens berief man sich diesbezüglich auf die Benediktsregel, die genau zu befolgen sei. Träger solcher Reformimpulse waren unter anderem Benedikt von Aniane († 821), die Cluniazenser (10.–12. Jahrhundert) und die Zisterzienser (ab 1098). Der im 12. Jahrhundert gegründete Karmelitenorden fußte auf dem Prinzip des asketischen Eremitentums. Ebenfalls von Anfang an stark asketisch ausgerichtet waren die im frühen 13. Jahrhundert gegründeten Bettelorden – Franziskaner und Dominikaner – sowie die etwas später entstandene Gemeinschaft der Augustinereremiten. Mit ihrem Ideal der Armut (Besitzlosigkeit, Lebensunterhalt durch Almosen) erneuerten sie die Lebensweise des alten Wanderasketentums. Meinungsverschiedenheiten über die Frage, wie radikal das franziskanische Armutsideal zu verwirklichen sei, führten zum Armutsstreit und erschütterten den Orden nachhaltig.
Der im späten 11. Jahrhundert entstandene, noch heute bestehende Orden der Kartäuser legt seit seiner Gründung auf die asketische Praxis besonderes Gewicht. Seine Blütezeit erlebte er im Spätmittelalter. Die Niederlassungen der Kartäuser, die Kartausen, verbinden Elemente des klösterlichen und des eremitischen Lebens. Die Mönche und Nonnen leben im Klosterkomplex der Kartause in separaten, als kleine Einzelbauten angelegten Zellen, in denen sie auch die Mahlzeiten einnehmen; nur an Sonn- und Feiertagen wird gemeinsam gespeist. Charakteristisch für die Kartäuser ist das Gebot des nur selten unterbrochenen Schweigens. Zu ihrer Askese gehören das Arbeiten in der Zelle, karges Essen und strenges Fasten; Fleischnahrung ist verboten.

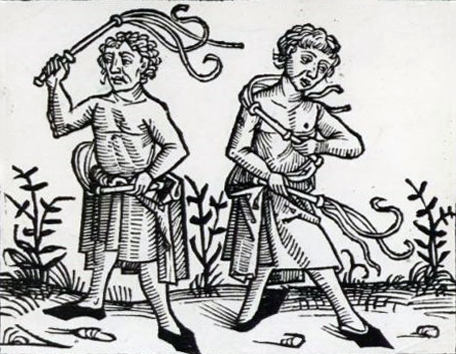
Flagellanten auf einem Holzschnitt des 15. Jahrhunderts

Neben der Enthaltsamkeit gab es auch verbreitete Formen der Askese im Sinne einer Kasteiung. Dabei fügte sich der Asket heftige Schmerzen zu und verwundete auch seinen Körper. Dies war einerseits eine Bußübung, andererseits zugleich ein Mittel zur Abtötung körperlicher Begierden. Ein frühes und sehr berühmtes Vorbild dafür war Benedikt von Nursia. Über ihn erzählt Papst Gregor der Große in seiner einflussreichen Schrift Dialogi, der Teufel habe den heiligen Benedikt in Versuchung geführt, indem er ihm das Bild einer schönen Frau vor Augen stellte. Darauf habe sich der Heilige nackt in ein Nessel- und Dornengestrüpp geworfen und sich lange darin gewälzt, bis er am ganzen Körper verwundet war. Damit habe er das verführerische Feuer im Inneren für immer gelöscht. Sowohl Geistliche als auch Laien wandten vielfältige Methoden der Selbstpeinigung an, wobei insbesondere Geißeln (Peitschen) zum Einsatz kamen (Selbstgeißelung). In der hagiographischen Literatur, den sehr beliebten Erzählungen vom Leben der Heiligen, wurden derartige Praktiken häufig als rühmenswerte Leistungen angeführt und genau beschrieben. Öffentliche Selbstgeißelung praktizierten im Spätmittelalter die Flagellanten („Geißler“).

### Neuzeitlicher Katholizismus
In der Frühen Neuzeit kam es immer wieder zur Aufspaltung von Orden in eine mildere und eine strengere, asketischere Richtung („Observanz“) oder zu Ordensneugründungen wegen Unzufriedenheit mit der Verweltlichung bereits bestehender Orden. So spaltete sich im 16. Jahrhundert der Franziskanerorden in die Minoriten und die strengeren „Observanten“ (Ordo Fratrum Minorum). Von den Observanten spalteten sich die besonders asketisch gesinnten Kapuziner ab. Im Karmelitenorden war in den 1430er Jahren eine „gemilderte Regel“ eingeführt worden, die innere Auseinandersetzungen hervorrief und von einem Teil der Gemeinschaft abgelehnt wurde. Eine von Teresa von Avila und Johannes vom Kreuz initiierte Reformbewegung führte im späten 16. Jahrhundert zur Trennung der „unbeschuhten“ (barfüßigen) Karmeliten von den „beschuhten“, den Anhängern der alten Observanz. Im 17. Jahrhundert bildete sich im Zisterzienserorden der Reformzweig der Trappisten („Orden der Zisterzienser von der strengeren Observanz“).
Im Zuge der Gegenreformation entwarf Ignatius von Loyola, der erste Ordensgeneral der Jesuiten, die Exerzitien („geistlichen Übungen“), die 1540 weitgehend vollendet waren und 1548 mit päpstlicher Genehmigung gedruckt wurden. Dabei handelt es sich eigentlich nach der Absicht des Verfassers um eine Sammlung von Materialien, Direktiven und Vorschlägen für geistliche Lehrmeister, die ihren Schülern Übungen geben, nicht um eine Schrift zum Selbststudium für den Übenden. Das Ziel der asketischen Übungen besteht der Einleitung zufolge darin, alle „ungeordneten Anhänglichkeiten“ aus der Seele zu entfernen. In ihrer vollen Form dauern die Exerzitien vier Wochen. In dieser Zeit widmet sich der Übende nichts anderem.
In den fünfziger Jahren des 17. Jahrhunderts wurde der Begriff Theologia ascetica (Aszetik) in die katholische theologische Fachsprache aufgenommen. Darunter versteht man die theologische Reflexion auf asketische Bemühungen. Heute wird der Begriff nur noch wenig verwendet, die Aszetik ist in die „spirituelle Theologie“ integriert.
Im katholischen theologischen Schrifttum des 19. und 20. Jahrhunderts wurde häufig hohe Wertschätzung für die Askese ausgedrückt. Es erschienen Hand- und Lehrbücher, die eigens diesem Thema gewidmet waren, darunter der 1853–1865 von Jacques Paul Migne herausgegebene zweibändige Dictionnaire d’ascétisme. In der ersten Auflage des Lexikons für Theologie und Kirche definierte 1930 der Verfasser des Artikels über die Askese diese als „Bekämpfung alles dessen in uns, was aus der Sünde stammt und zur Sünde führt, die Niederhaltung aller gefährlichen Naturkräfte in uns, alles Sinnlichen, Selbstsüchtigen, […] ferner manche freiwillige Entsagungen in Erlaubtem, gemäß dem auch für das Triebleben gültigen Grundsatz vom Angriff als bester Abwehr“. Im Zeitraum 1937–1995 gaben Jesuiten in Paris ein umfassendes Nachschlagewerk heraus, den sechzehnbändigen Dictionnaire de spiritualité. Ascétique et Mystique.

### Orthodoxe Kirchen

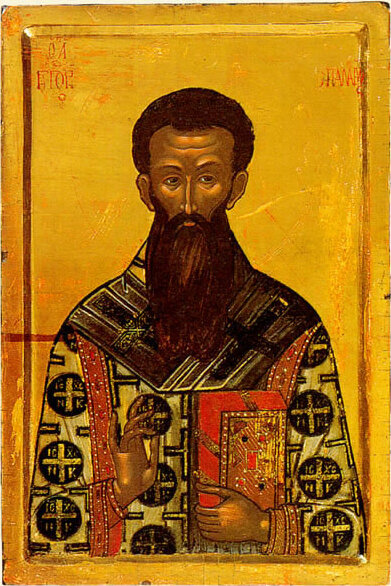
Byzantinische Darstellung des Hesychasten Gregorios Palamas

In den orthodoxen Kirchen ist hinsichtlich der Askese das Mönchtum tonangebend. Zu den maßgeblichen Theologen, die das asketische Leben beschrieben, zählt der Mönch Maximus Confessor (Maximos der Bekenner; † 662). Die Askesepraktiken sind besonders stark von den Gesichtspunkten geprägt, die im monastischen Leben im Vordergrund stehen: Stille, Einsamkeit, Wachen und Fasten. Außerdem wird auf einen Zusammenhang mit einer spirituellen „Schönheit“ Gewicht gelegt. Diesen Aspekt hob besonders der russisch-orthodoxe Religionsphilosoph Pawel Alexandrowitsch Florenski (1882–1937) hervor. Er befand, die Askese bringe nicht eine „gute“, sondern eine „schöne“ Persönlichkeit hervor.
Florenski verteidigte als Wortführer einer religiösen Erneuerungsbewegung ebenso wie der einflussreiche Theologe Sergei Nikolajewitsch Bulgakow (1871–1944) die asketische Tradition, aus der die Antwort auf den zunehmenden Atheismus kommen sollte. Beide betonten die gesellschaftliche Relevanz der in der russischen Volksfrömmigkeit verwurzelten asketischen Grundhaltung angesichts der traditionsfeindlichen Gesinnung der westlich orientierten Intelligenzija im vorrevolutionären Russland des frühen 20. Jahrhunderts. Diese Sichtweise war unter orthodoxen Denkern verbreitet.

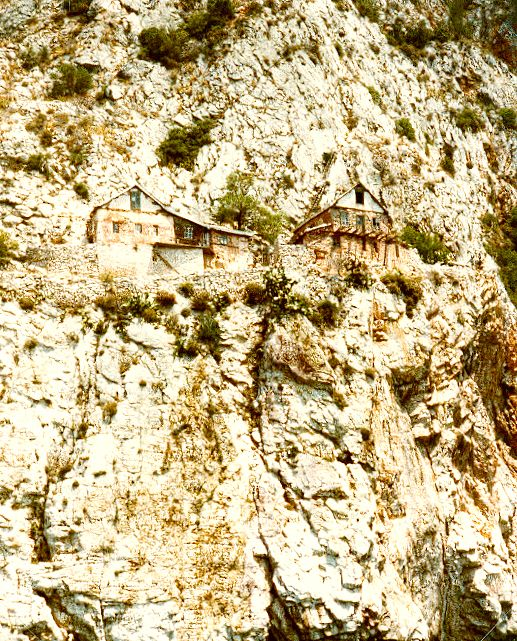
Behausungen von griechisch-orthodoxen Eremiten am Berg Athos, dem traditionellen Zentrum des Hesychasmus

Eine spezifisch orthodoxe Form der asketischen Übung ist das hesychastische Gebet. Dabei handelt es sich um eine schon im Mittelalter bei den byzantinischen Mönchen verbreitete Gebetspraxis. Ihr einflussreichster Befürworter war der Theologe Gregorios Palamas († 1359), eine der höchsten Autoritäten der orthodoxen Kirchen. Zur hesychastischen Praxis gehören körperbezogene Anweisungen wie die Konzentration auf die Körpermitte und die Regulierung des Atems. Nach dem Verständnis der Hesychasten handelt es sich dabei nicht um die mechanische Anwendung einer Technik, die darauf abzielt, spirituelle Ergebnisse herbeizuführen und so die göttliche Gnade herbeizuzwingen. Vielmehr sei der Zweck der körperbezogenen Vorschriften nur die Erzeugung und Bewahrung der für die Gebetsübung unerlässlichen Konzentration. Ein wesentlicher Bestandteil der hesychastischen Erfahrung sind Lichtvisionen der Mönche. Die betenden Hesychasten meinen ein überirdisches Licht wahrzunehmen.

### Reformatorische Kirchen
Für Martin Luther war seine schrittweise entwickelte fundamentale Kritik an der mönchischen Askese, die er zuvor selbst eifrig praktiziert hatte, ein wichtiger Ausgangspunkt seines Weges zur Reformation. Er sah die Askeseübungen der Mönche als Ausdruck eines versteckten Hochmuts, nämlich der (zumindest impliziten) Vorstellung, solche Anstrengungen stellten Verdienste dar und man könne damit einen besonderen Grad der Heiligkeit erreichen. Eine solche Haltung verurteilte Luther als Werkgerechtigkeit.
Die Schweizer Zwinglianer und vor allem die Calvinisten praktizierten von Anfang an einen disziplinierten Lebensstil mit asketischen Zügen, den später auch verschiedene auf dem Calvinismus fußende oder von ihm beeinflusste Glaubensrichtungen übernahmen. Prägende Elemente sind die Wertschätzung harter Arbeit, Affektkontrolle und die Ablehnung weltlicher Genüsse und eines als luxuriös betrachteten Konsums. Hingabe an den Genuss irdischer Güter gilt als Vergötterung von Erschaffenem und damit als Götzendienst. Von der traditionellen christlichen Askese unterscheidet sich die calvinistische vor allem dadurch, dass sie keine Bemühungen beinhaltet, mit denen der Gläubige seine Aussicht auf das ewige Heil verbessern will. Dieses Motiv entfällt, da nach der calvinistischen Prädestinationslehre die Seligkeit oder Verdammnis jedes Menschen von vornherein unabänderlich feststeht und in keiner Weise von Verdiensten abhängt. Die erwünschte asketische Lebensweise ist daher kein Mittel der Heilsgewinnung, sondern nur ein Anzeichen der Erwähltheit.
Pietistische Gruppen des 17. und 18. Jahrhunderts zeigten sich für asketisches Gedankengut empfänglich. Askese wurde als Überwindung der Welt bejaht. In diesem Sinne äußerte sich beispielsweise der einflussreiche Prediger und Schriftsteller Gerhard Tersteegen (1697–1769), der dafür plädierte, aller „Erdenlust“ willig zu entsagen. In der liberalen evangelischen Theologie des 19. und frühen 20. Jahrhunderts hingegen machte sich eine dezidiert antiasketische Strömung bemerkbar: Theologen wie Albrecht Ritschl und Adolf von Harnack verbanden die Kritik an der Askese mit ihrer Abgrenzung gegenüber Katholizismus und Pietismus, und Julius Kaftan konstatierte, der Protestantismus habe mit der Askese als „Fremdkörper“ aufgeräumt.

## Islam
Im Islam wird die Askese als zuhd زُهْد („Verzicht“, „Entsagung“) bezeichnet, der Asket als zāhid. Dieser Sprachgebrauch war in vorislamischer Zeit noch unüblich und kommt auch im Koran nicht vor, er bürgerte sich erst ab dem 8. Jahrhundert ein. Gemeint ist Verzicht auf weltliche Interessen zwecks völliger Konzentration auf die erwartete Zukunft im Jenseits (āḫira) oder auf Gott. Dafür berufen sich die Asketen auf den Koran, der zahlreiche Hinweise auf die Bedeutungslosigkeit des Diesseits (dunya) und die Vergänglichkeit des diesseitigen Lebens enthält. Unter Verzicht verstehen sie die Abkehr von einem zuvor begehrten Objekt, die zugleich Hinwendung zu etwas als besser Erkanntem ist. Der Verzichtende gibt das, worauf er verzichtet, nicht nur äußerlich auf, sondern er begehrt es auch nicht mehr. Als „Diesseits“ bezeichnen die muslimischen Asketen alles, was von Gott ablenkt und den Menschen von ihm trennt. Gemeint ist also nicht die ganze Welt der sinnlich wahrnehmbaren Objekte als solche, sondern „Diesseits“ ist nur die Gesamtheit dessen, was nicht auf Gott bezogen ist und nicht um seinetwillen genommen und verwendet wird.
Hinsichtlich der weltlichen Güter bedeutet zuhd Beschränkung auf das Nötigste bei Ernährung, Kleidung und allen Besitztümern. Auf der geistigen Ebene geht es um Verzicht auf überflüssiges Reden, Schauen und Gehen (alle Arten der Beschäftigung mit Dingen, die einen nichts angehen) sowie um Freiheit vom Verlangen nach den Menschen.
Eine ausgeprägte Askese wurde schon im 8. Jahrhundert im Umfeld der basrischen Qadarīya praktiziert. Zum Zeichen der Entsagung lief man in Lumpen umher oder kleidete sich in Wolle, denn Wollkleidung wurde von Bettlern getragen und galt als Zeichen der Erniedrigung. Diese Form der Askese war demonstrativ unbürgerlich, antikonventionell und provozierend. Ein Zentrum gemeinschaftlich lebender Asketen war die Insel ʿAbbādān im Mündungsgebiet des Karun, auf der die heutige iranische Stadt Abadan liegt.
Die namhaftesten frühen Asketen in Basra waren der einflussreiche Gelehrte und Prediger Hasan al-Basrī († 728) und die Lehrerin der Gottesliebe Rābiʿa al-ʿAdawiyya al-Qaisiyya († 801), die als Wegbereiter des Sufismus gelten. Als Sufis bezeichnet man die Vertreter einer asketischen Strömung, die im 8. und 9. Jahrhundert ein neuartiges Frömmigkeitsideal entwickelte, das bis heute Anhänger findet. Ihr Auftreten und ihre Lehren wurden von Traditionalisten als anstößig empfunden und sind unter den Muslimen weiterhin stark umstritten. Der Sufismus, dessen Name von der typischen Wollkleidung der Asketen abgeleitet ist, fordert eine besonders konsequente Entsagung. Er zählt zu den kulturgeschichtlich bedeutsamsten Erscheinungen der islamischen Welt und übt bis in die Gegenwart starken Einfluss aus. Für die Sufis ist die Weltentsagung ein zentraler Aspekt des religiösen Lebens, doch stellen sie im Unterschied zu anderen asketischen Traditionen ihre Übungspraxis in den Dienst einer radikal theozentrischen, alles Nichtgöttliche konsequent verwerfenden Frömmigkeit: Sie kritisieren die Hinwendung zum Jenseits (Himmel), da der Himmel als etwas Geschaffenes vom Schöpfer verschieden sei und daher ebenso wie das Irdische von ihm ablenke. Daher solle man sich weder um das Diesseits noch um das Jenseits kümmern, sondern ausschließlich um Gott.
Die asketischen Bemühungen der Sufis sind von ihrer Überzeugung bestimmt, die Triebseele (arabisch nafs) sei eine törichte, lasterhafte und schändliche Instanz im Menschen, deren Schlechtigkeit man zu durchschauen habe und deren Begehrlichkeit man widerstehen müsse, wenn man Zugang zu Gott finden wolle. Ihre unheilvollen Eigenschaften werden in der Sufi-Literatur eindringlich beschrieben und auf ihre Sucht nach Genuss zurückgeführt. Die nafs wird als der schlimmste Feind des Menschen dargestellt. Daher wird gefordert, man solle sie verachten, sich vor ihr hüten, ihr keine Annehmlichkeit und Ruhe gönnen, sie bestrafen und sich von ihr lossagen. Auch die von der Religion erlaubten Genüsse des Diesseits werden als verhängnisvolle Konzessionen an das Begehren verworfen. Bis zum Tod höre der Kampf gegen die nafs nicht auf.
Sehr wichtig ist im Sufismus neben der Bekämpfung des Besitztriebs auch die des Geltungstriebs, des Wunsches nach einer Machtstellung, nach Ruhm und Anerkennung. Bei Asketen zeigt sich dieser Trieb im Streben nach Lob für ihre Frömmigkeit und für asketische Leistungen und im Genießen des mit ihrem Status verbundenen Ansehens im Volk. Davor wird in der Literatur des Sufismus nachdrücklich gewarnt. Zur Vermeidung der damit verbundenen Gefahren wird den Sufis Zurückgezogenheit empfohlen. Beispielsweise kann man der Berühmtheit ausweichen, indem man an einen anderen Ort zieht. Auch konsequenter Verzicht auf unnötiges Reden gilt als hilfreich.
Zur Praxis der Askese gehörten bei manchen mittelalterlichen Sufis auch dauerhafte harte Körperübungen wie Schlafentzug, Fasten und langes Stehen im Gebet. Extreme Übungen waren jedoch unter den Theologen und auch in asketisch orientierten Kreisen umstritten. Auch das Prinzip des Verzichtens wurde bei den Sufis der Kritik unterworfen; als ihm überlegen galt der „Verzicht auf den Verzicht“, die Haltung desjenigen, der den Verzicht „vergisst“, weil er seine Aufmerksamkeit nicht mehr darauf zu richten braucht.

## Philosophie

### Deutungen und Wertungen vom 15. bis zum 19. Jahrhundert
Unter den Renaissance-Humanisten traten ab dem 15. Jahrhundert Autoren auf, die den Epikureismus verteidigten und das Vergnügen (lateinisch voluptas) für das höchste Gut hielten. Damit kehrten sie die damals vorherrschende Wertordnung um. Insbesondere wandten sich Lustbefürworter gegen die Denkweise einer religiösen Strömung, die seit dem späten 14. Jahrhundert eine am Vorbild des Kirchenvaters Hieronymus orientierte strenge Askese propagierte. Sie kritisierten die asketische Vermeidung des Vergnügens und Bejahung des Schmerzes als widernatürlich. Ein profilierter Wortführer dieser Richtung war Lorenzo Valla.
Jeremy Bentham (1748–1832), der Begründer des Utilitarismus, vertrat das „Prinzip des Nutzens“, dem zufolge jede Handlung dem Ziel der Maximierung des Glücks und Minimierung des Leids dienen soll. Er betrachtete das Prinzip der Askese als dasjenige, das dem Prinzip des Nutzens absolut entgegengesetzt sei. Es bestehe darin, Handlungen dann gutzuheißen, wenn sie der Verminderung des Glücks dienen, und sie dann abzulehnen, wenn sie das Glück vermehren. Die Askese werde sowohl von Moralisten als auch von abergläubischen religiösen Menschen befürwortet, aber aus unterschiedlichem Grund. Das Motiv der Moralisten sei die Hoffnung, Anerkennung zu finden, also ein Streben nach Lust (pleasure). Bei den religiösen Menschen sei das Motiv ihre Angst vor einer göttlichen Strafe, also der Wunsch nach Leidvermeidung. Somit folgten beide in Wirklichkeit dem Prinzip des Nutzens. Gebildete neigten zu einer moralphilosophischen Begründung der Askese, schlichte Gemüter zu einer religiösen. Der Ursprung des Askeseprinzips liege in der Vorstellung oder Beobachtung, dass bestimmte Vergnügen unter bestimmten Umständen langfristig mehr Leid als Lust bewirken. Daraus sei eine unüberlegte generelle Abwertung der Lust und Aufwertung des Leids abgeleitet worden.
Immanuel Kant unterschied zwei Arten der Askese: die „moralische Ascetik“ als Tugendübung und die „Mönchsascetik“, die „aus abergläubischer Furcht, oder geheucheltem Abscheu an sich selbst mit Selbstpeinigung und Fleischeskreuzigung zu Werke geht“. Die moralische Askese befürwortete er, allerdings nur, wenn sie „mit Lust“ praktiziert werde; anderenfalls sei sie ohne inneren Wert und werde nicht geliebt. Die Mönchsaskese hingegen bezwecke nicht Tugend, sondern „schwärmerische Entsündigung“. Der Asket bestrafe sich selbst, und dies könne nicht ohne geheimen Hass gegen das Tugendgebot geschehen.
Georg Wilhelm Friedrich Hegel wandte sich gegen eine Entsagung, die „in der mönchischen Vorstellung“ vom Menschen fordere, „die sogenannten Triebe der Natur in sich abzutöten“ und „der sittlichen, vernünftigen, wirklichen Welt, der Familie, dem Staat sich nicht einzuverleiben“. Solcher Askese stellte Hegel eine Entsagung entgegen, die er für richtig hielt. Diese sei „nur das Moment der Vermittlung, der Durchgangspunkt, in welchem das bloß Natürliche, Sinnliche und Endliche überhaupt seine Unangemessenheit abtut, um den Geist zur höheren Freiheit und Versöhnung mit sich selbst kommen zu lassen“.
Arthur Schopenhauer griff das fernöstliche und das christliche Askesekonzept billigend auf. Er sah in der Askese die Verneinung und Abtötung des Willens zum Leben. Die Verwerfung des Lebenswillens sei das Ergebnis der Einsicht in die „Nichtigkeit und Bitterkeit“ des Lebens. Der Asket wolle den Begierden ihren Stachel abbrechen; er lehne die Befriedigung seiner Wünsche ab, damit nicht die Süße des Lebens „den Willen wieder aufrege, gegen welchen die Selbsterkenntniß Abscheu gefaßt hat“. Daher ertrage er auch Leid und Unrecht gern, denn er sehe darin Gelegenheiten, sich seiner Weltverneinung zu vergewissern. Philosophische Reflexion sei dafür nicht erforderlich; eine intuitive, unmittelbare Erkenntnis der Welt und ihres Wesens genüge für die asketische Praxis, und auf diese allein komme es an. Daher sei es gleichgültig, ob der Asket ein Philosoph oder „voll des absurdesten Aberglaubens“ sei; wesentlich sei nur die Entsagung als solche.
In den Werken Friedrich Nietzsches kommt neben der dominierenden sehr negativen Einschätzung der Askese auch eine neutrale und eine positive vor. Während er Übungen zur Abtötung der Instinkte und der Sinnlichkeit scharf verurteilte, weil dadurch die Lebenskraft geschwächt werde, befürwortete er „Asketik“ als „Gymnastik des Willens“. Er wollte die Asketik wieder „vernatürlichen“, indem er an die Stelle der „Absicht auf Verneinung“ die „Absicht auf Verstärkung“ setzte. Die meiste Aufmerksamkeit widmete er dem Kampf gegen eine Askese, die er für verdorben und widernatürlich hielt. Im dritten Teil seiner Schrift Zur Genealogie der Moral stellte Nietzsche 1887 die Frage „Was bedeuten asketische Ideale?“ Er beantwortete sie nacheinander hinsichtlich der Künstler (wobei er speziell Richard Wagner ins Auge fasste), der Philosophen (mit besonderer Berücksichtigung von Schopenhauer) und der Priester und wandte sich schließlich dem Verhältnis von Askese und Wissenschaft zu. Den Künstlern unterstellte er, die Askese bedeute ihnen nichts, denn sie nähmen sie nicht ernst. Den Philosophen warf er vor, sie seien für das asketische Ideal blind, da sie selbst daraus lebten und es daher nicht durchschauen könnten. Die Priester seien die Gestalter, Verwalter, Vermittler und Nutznießer des asketischen Ideals, für sie sei es ein Machtmittel. Die Wissenschaft sei, soweit sie überhaupt ein Ideal habe, „nicht der Gegensatz jenes asketischen Ideals, vielmehr dessen jüngste und vornehmste Form selber“. Nietzsche kam zum Ergebnis, das asketische Ideal verdanke seine Attraktivität dem Sinn, den es dem Leiden gebe; die asketische Weltverneinung sei ein „Wille zum Nichts“ und lieber wolle der Mensch das Nichts wollen als nicht wollen.
Georg Simmel führte 1892 in seiner Einleitung in die Moralwissenschaft die Entstehung des asketischen Ideals auf die Grunderfahrung zurück, dass altruistisches Handeln oft nur durch Aufgeben und Niederkämpfen egoistischer Antriebe möglich ist. Nach Simmels Erklärung hat sich der Wert der positiven sittlichen Tat auf deren häufige Begleiterscheinung der Aufopferung und des Niederkämpfens der Unsittlichkeit übertragen. An die Vorstellung des sittlichen Tuns heftete sich „ein Schatten von Schmerz, Aufopferung und Überwindung“. In der antiken Philosophie galt das Leiden als etwas Gleichgültiges, das durchgemacht werden musste; erst im Christentum wurde es zu einem ethischen Wert erhoben. Der Prozess der Aufwertung des Leidens und Ertragens setzte sich dann in derselben Richtung fort, bis schließlich der positive Zweck der Aufopferung zurücktrat und die Entsagung und Schmerzzufügung als sittlicher Selbstzweck und für sich bestehendes Verdienst erschien. Als die Entsagung zum Wert an sich wurde, war der Standpunkt der Askese erreicht. Das Moment der Mühsal, des inneren Widerstandes hatte sich zu der Vorstellung einer besonderen Verdienstlichkeit verselbständigt. Der Wert eines Endzwecks wurde auf das zu ihm erforderliche Mittel übertragen. Diesen Vorgang veranschaulichte Simmel anhand der Beispiele des Fastens und der Keuschheit. In beiden Fällen diente die Entsagung ursprünglich dem Zweck, die Erhebung des Geistes zu höheren Gütern zu fördern; später wurde sie zum Gradmesser der Vollkommenheit. Ein weiterer Aspekt ist für Simmel die „Steigerung der Persönlichkeit“, die sich aus der Überwindung von Widerstand ergibt; das Besiegen eines inneren Widerstandes erzeugt ein Gefühl seelischer Erweiterung und Machtstärkung.

### Analysen in der Philosophie des 20. Jahrhunderts
Max Scheler unterschied zwischen „sittlich echter Askese“, bei der ein „positives Gut“ um eines höheren Wertes willen geopfert wird, und der „Scheinaskese des Ressentiments“, bei der man das, was man sich versagt, gleichzeitig oder schon vorher entwertet und für nichtig erklärt.
Arnold Gehlen wies der Askese eine dreifache Bedeutung zu: als Stimulans (Anregungsmittel), als Disziplin und als Opfer. Anregend wirke sie, weil mit der „Einschnürung der Angriffsflächen für Außenreize“ und Konzentration auf wenige Motive eine innere Entlastung einhergehe und intuitive Kräfte und beglückende Energien freigesetzt würden. Die Hemmungsleistung des Asketismus bringe eine Konzentration und Intensitätssteigerung des Gefühls der Präsenz und Selbstmacht mit sich. So sei beispielsweise die asketische Haltung von Maximilien Robespierre zu erklären. Wenn solche Askese in den Dienst gesellschaftlicher Zwecke trete, zeige sie sich als Disziplin und gebe „einen Weg zur Würde für jedermann frei“. Die dritte Bedeutung der Askese sei die religiöse: das Opfer. Die gesamte Lebensorientierung des religiösen Asketen werde „darauf abgestellt, die Berührung mit dem Leiden festzuhalten, und zwar in der Überzeugung, damit zum ‚Ganzen‘ des Daseins in Deckung zu kommen“. Die Konzentration auf das eigene Heil und das der anderen müsse wie jede ethische Absolutheit „eine latente Aggressivität hohen Grades“ freisetzen. Diese könne sich wegen des religiösen Gewaltverbots nicht nach außen entladen und müsse sich daher gegen den religiösen Asketen selbst wenden. Sein Selbstopfer sei seine „Verarbeitung der Aggressionsmassen“. Diese drei Typen sind für Gehlen Ausformungen der Askese als eine Grundkategorie der menschlichen Existenz: Erst durch Formierung und Disziplinierung – er schreibt hier auch von „Zucht“ – sei der Mensch dazu in der Lage, seine eigene und die ihm äußerliche Natur unter Kontrolle zu bringen, sie ins Lebensdienliche umzuformen, um so sein eigenes Dasein zu „garantieren“.
Michel Foucault beschrieb die Askese als eine Übung an sich selbst, als eine Art Einzelkampf, den das Individuum mit sich selbst führt, ohne dabei die Autorität oder Präsenz eines anderen zu benötigen. Für Foucault war der Ausgangspunkt seiner großangelegten Untersuchung der Geschichte der Sexualität die Frage nach dem Verhältnis von Askese und Wahrheit. Aus seiner Perspektive ist die gelingende Askese das Prüfkriterium der praktischen Wahrheit, der Annahmen, die das Individuum für wahr und richtig hält. Sie ist eine Art und Weise, das Subjekt an die Wahrheit zu binden. Die Wahrheit, die der Sprechende sagt, sieht der Hörende in ihm. Die Askese macht aus dem Wahr-Sprechen eine Seinsweise des Subjekts. Erst durch Askese wird Wahrheit möglich. Nach einer Begriffsbestimmung, die Foucault in einer Vorlesung von 1981/82 gab, ist die philosophische Askese eine bestimmte Weise, in der sich das Subjekt wahrer Erkenntnis als das Subjekt rechten Handelns konstituiert und sich in einer Welt ansiedelt. Dieses Subjekt gibt sich selbst eine Welt als Korrelat, die als Prüfung wahrgenommen, anerkannt und gehandhabt wird.
Foucault analysierte die „Technologien des Selbst“, die der Mensch gebraucht, um Wissen über sich selbst zu erwerben und sich in einem erwünschten Sinn zu verändern. Dabei verglich er die Selbsttechniken – darunter die Askese – der platonischen und der stoischen Philosophie mit denen des spätantiken Christentums und stellte diese antiken Konzepte den modernen Moralvorstellungen gegenüber. Nach seiner Darstellung betonten sowohl die paganen Philosophen als auch die christlichen Theologen der Antike die Maxime „Achte auf dich selbst“, ihr Anliegen war die Sorge um sich selbst. Darin unterscheidet sich ihr Ansatz von der heute dominierenden Moral. Heute wird Selbstlosigkeit gefordert und damit das Selbst zurückgewiesen, man sucht die Regeln für akzeptables Verhalten in den Beziehungen zu anderen. Im Gegensatz dazu galt für die antiken Asketen ab der Epoche des Hellenismus die Sorge um sich selbst als universelles Prinzip, das lebenslange Anstrengung fordert und die Voraussetzung für sinnvolle soziale Aktivität ist. Die Stoiker wollten die Wahrheit durch Selbsterforschung erfassen und in ein Handlungsprinzip verwandeln. Für sie bedeutete Askese nicht Verzicht, sondern eine Selbstbeherrschung, die durch den Erwerb von Wahrheit erlangt wird. In der Überzeugung, dass Beobachtung und Verwandlung des Selbst unerlässlich sei, stimmten die Philosophen mit den christlichen Asketen überein, doch die Christen betrieben dies unter einem anderen Gesichtspunkt und mit einem anderen Ziel. Bei ihnen sollte man seine Sünden – insbesondere die sexuellen – erkennen, um sie dann zu beichten. So wurden die Gläubigen gezwungen, „sich selbst im Hinblick auf das Verbotene zu entziffern“ und in einer Gehorsamsbeziehung auf das eigene Selbst zu verzichten. Diese Verzichtsaskese machte die Buße zur Lebensweise. Ihr Ziel war nicht Herstellung von Identität, sondern Bruch mit ihr und Abkehr vom Ich. Daraus entstand die christliche Moraltradition, deren Erbe nach Foucaults Analyse die moderne gesellschaftliche Moral der Selbstlosigkeit ist. Mit ihrer Missachtung des Selbst praktiziert die moderne Moral ihre eigene Form von Askese.
Die Ausgangsfrage von Peter Sloterdijk lautet: „Wohin gehen die Mönche?“ Er konstatierte, dass sich von Indien bis nach Irland ein „asketischer Gürtel“ über die Erde erstrecke, der „Schauplatz einer gewaltigen Sezession von den Standards der kosmischen Normalität“ sei. Mit seinem Buch Weltfremdheit wollte Sloterdijk Vorarbeit zu einer anthropologischen Herleitung der Möglichkeit von Weltflucht leisten. Nach seiner Deutung orientierten sich die frühchristlichen Mönche am „Prinzip Wüste“. Einsiedlerwesen und Gemeinschaftsaskese der Wüstenmönche waren notwendige Aspekte des „Übergangs heidnischer Gesellschaften zum imperialen Monotheismus“. Nur in der Wüste konnte sich „die Monarchie Gottes zum neuen psychagogischen Gesetz entfalten“. Den Mönchen ging es darum, die Welt als das trennende Dritte zwischen Gott und Mensch bis zur Annullierung zu entkräften; der Sinn ihrer Lebensweise war der „Angriff auf die Drittheit überhaupt“. Damit verband sich eine „metaphysische Alarmbereitschaft“, ein beispielloser Kampf gegen den Schlaf – „Wachsein ist alles“. Den Gegensatz dazu bildet die neuzeitliche westliche Zivilisation. Sie beruht für Sloterdijk auf der Absage an das Prinzip Wüste und auf der „Absolutsetzung der Drittheit“: „Die Neuzeit ist das Weltalter, in dem die Welt alles ist, was der Fall sein darf.“ Modernität bedeutet „Umleitung der Weltflucht in die Welt selbst als versprochene, kommende, bessere“.

## Soziologie
Émile Durkheim
Émile Durkheim befasste sich in seiner 1912 veröffentlichten Studie Die elementaren Formen des religiösen Lebens mit der Askese. Er betrachtete sie als Phänomen des „negativen Kults“, eines Systems von Entsagungen aufgrund von religiösen Verboten. Nach Durkheims Modell beinhaltet der negative Kult zwar nur die Hemmung von Tätigkeiten, übt aber dennoch „auf die religiöse und moralische Natur des Individuums eine positive Wirkung von höchster Bedeutung aus“. Wenn sich der Mensch alles dessen, was in ihm profan ist, entledigt und sich vom weltlichen Leben zurückzieht, kann er die Barriere, die das Heilige vom Profanen trennt, überwinden und mit den heiligen Dingen in engen Kontakt treten. Nur so erhält er Zugang zum positiven Kult, zur Praxis zweiseitiger Beziehungen mit dem Sakralen. Er ist dann nicht mehr das, was er vorher war, er ist kein gewöhnliches Wesen mehr. Wer sich durch Entfernung vom Profanen gereinigt und geheiligt hat, der steht allein schon dadurch auf gleicher Ebene mit den religiösen Kräften. Formen solcher Askese sind beispielsweise Fasten, Nachtwachen, Klausur und Schweigen.
Nach Durkheims Darstellung hat jede Befolgung eines religiösen Verbots, das zum Verzicht auf nützliche Dinge oder gewöhnliche Betätigungen zwingt, in einem bestimmten Grad einen asketischen Charakter. Da jede Religion ein System von Verboten aufweist, ist jede mehr oder weniger asketisch; sie unterscheiden sich nur hinsichtlich des Ausmaßes, in dem dieser Ansatz entwickelt ist. Askese im eigentlichen Sinn liegt dann vor, wenn sich die Einhaltung der Beschränkungen und Verzichte so entwickelt, dass sie zur Basis einer wirklichen Lebensdisziplin wird. Das System von Verboten kann sich sogar so ausweiten, dass es schließlich die ganze Existenz erfasst. Dann ist es nicht mehr als Vorbereitung auf einen positiven Kult diesem untergeordnet, sondern rückt an die erste Stelle. Dies bezeichnet Durkheim als „systematische Askese“. Wer in diesem Sinne ein „reiner Asket“ ist, erwirbt sich den Ruf besonderer Heiligkeit. In manchen Gesellschaften gilt er als den Göttern gleich oder überlegen.
Da Enthaltungen und Entbehrungen zwangsläufig mit Leiden verbunden sind und die Lösung von der profanen Welt gewaltsam verläuft, muss der negative Kult Schmerzen bereiten. Diese Erfahrung hat zu einer positiven Bewertung solcher Schmerzen geführt. Von ihnen wird eine heiligende Wirkung erwartet. Das hat den Menschen dazu bewogen, künstlich Schmerz zu erzeugen, um sich dadurch die Kräfte und Privilegien zu verschaffen, die man sich vom negativen Kult erhofft. So ist der Schmerz selbst zum Inhalt asketischer Riten geworden und wird als eine Art von Auszeichnung aufgefasst. Durch die Überwindung des Schmerzes erlangt der Asket außergewöhnliche Kräfte. Er gewinnt den Eindruck, sich über die profane Welt erhoben zu haben und eine gewisse Herrschaft erlangt zu haben: „Er ist stärker als die Natur, weil er sie zum Schweigen gebracht hat.“ Modellhaft veranschaulicht wird dieses Prinzip vom Leben der großen Asketen, deren Vorbild zur Anstrengung anspornt. Sie bilden eine Elite, die der Menge das Ziel vor Augen stellt.
Nach Durkheims Befund dient die Askese nicht nur religiösen Zielen; vielmehr sind die religiösen Interessen „nur die symbolische Form für soziale und moralische Interessen“. Nicht nur Glaubenssysteme fordern Verachtung des Schmerzes, sondern auch die Gesellschaft, die von den Individuen notwendigerweise dauernde Opfer verlangt. Einerseits erhöht die Gesellschaft die Kräfte des Menschen und hebt ihn über sich selbst hinaus, andererseits „vergewaltigt“ sie ständig seine natürlichen Gelüste. Daher gibt es eine Askese, „die jedem sozialen Leben innewohnt und dazu bestimmt ist, alle Mythologien und alle Dogmen zu überleben“. In dieser weltlichen Askese sieht Durkheim den „Daseinszweck und die Rechtfertigung dessen, was die Religionen aller Zeiten gelehrt haben“.
Max Weber
Max Weber ging in seinen Schriften vielfach auf die Askese-Thematik ein, wobei die neuzeitlichen Verhältnisse im Vordergrund standen. Er befasste sich damit sowohl unter religions- als auch unter wirtschaftssoziologischen Gesichtspunkten. In seinem Werk Die protestantische Ethik und der Geist des Kapitalismus legte er seine Auffassung ausführlich dar. Sie stimmt im Wesentlichen mit der seines Freundes Ernst Troeltsch überein.
Für eine im Protestantismus stark verbreitete, wirtschaftsgeschichtlich folgenreiche Form der Entsagung prägte Weber den Begriff „innerweltliche Askese“. Darunter versteht er ein methodisch-rationales Handeln, dessen Ziel bzw. Sinn es ist, den Zustand der Heilsgewissheit, die certitudo salutis, zu erreichen und dauerhaft zu halten. Entstanden sei die innerweltliche Askese im 16. Jahrhundert – mit historischen Wurzeln in der monastischen Klosteraskese (die „außerweltliche Askese“ nach Weber) der mittelalterlichen Orden –, zunächst religiös im Calvinismus begründet, und sie habe später weit über den ursprünglichen religiösen Kontext hinaus bedeutende Wirkungen entfaltet. Die Heilsgewissheit dauerhaft zu halten, sei für den neuzeitlichen Calvinisten jedoch nicht mehr über die Beachtung der evangelischen Räte zu erreichen, wie es für die mittelalterlichen Asketen noch galt. Vielmehr bedürfe es eines anderen Bereiches, in dem es sich zu bewähren gelte. Hierfür habe sich das Wirtschaftsleben geeignet, da es einerseits rationalisierbar sei und durch effektives Wirtschaften das Gebot der Nächstenliebe erfüllt werde.
Das Konzept der innerweltlichen Askese ging vom Calvinismus aus und wurde in erster Linie von dessen im 17. Jahrhundert ausgebildeter Gestalt bestimmt. Als religiöses Ideal herrschte es in Glaubensrichtungen, die auf calvinistischem Gedankengut fußten oder davon beeinflusst waren, insbesondere im Puritanismus, den Weber auch generell als asketischen Protestantismus bezeichnet. In verschiedenen reformierten Bewegungen (Pietismus, Methodismus, Täufertum) wurde es zu einem Kernbestandteil des Wertesystems gemacht. Jedoch finde die innerweltlich-asketische Lebensführung in den calvinistischen Gemeinden Europas und Nordamerikas ihre konsequenteste Ausprägung und die höchste Korrelation zu der ihr zugrundeliegenden Dogmatik, weswegen jene methodisch vorzuziehen seien, da hier eine idealtypische Begriffsbildung exemplarisch vollzogen werden könne. Nach Webers Darstellung ist dieser Typus der Askese durch die Verbindung einer „innerweltlichen“ Sozialstruktur mit einem asketischen Lebensideal bestimmt. Innerweltlich ist diese Lebensform im Gegensatz zu derjenigen mönchischer und eremitischer Asketen, weil sie innerhalb der säkularen Ordnungen der Welt – Familie, Erwerbsleben, normale soziale Gemeinschaft – praktiziert wird. Die Welt, in der sich das gewöhnliche Leben abspielt, wird nicht wie im Mönchtum missachtet, sondern als Ort der Bewährung gesehen. Gefordert wird Konzentration auf die Pflicht zu rastloser Berufsarbeit und zum Erbringen größtmöglicher beruflicher Leistung, im Gegensatz zur weltabgewandten und kontemplativen „außerweltlichen“ Askese der Mönche. Eine Gemeinsamkeit mit dem Mönchtum besteht aber in der hohen Wertschätzung der Arbeit, die schon mittelalterliche Klöster zu ökonomisch erheblichen Leistungen befähigte. Das Ideal der Entsagung zeigt sich im Gebot, sparsam und bedürfnislos zu leben, also auf den Genuss des erarbeiteten Wohlstands zu verzichten. Weber weist darauf hin, dass schon im 16. Jahrhundert Sebastian Franck eine der Leistungen der Reformation darin erblickte, dass fortan jeder Mensch sein Leben lang eine Art Mönch sein müsse. Damit habe Franck das Gleiche gemeint wie er, Weber, selbst.
Durch den ökonomischen Erfolg der calvinistischen bzw. reformierten Gemeinden wurde die von diesen gepflegte asketische Lebensführung von weiteren, nicht-reformierten Gruppen – Weber nennt hier exemplarisch Freimaurer und christliche Wissenschaftler – adaptiert, um ihren Mitgliedern vergleichbare Erfolge im Berufsleben zu garantieren. Hierüber vollzog sich eine Säkularisierung der Askese, die folglich bis in Webers Zeit als ‚Berufsethos‘ ihre scheinbar unreligiöse Existenz fortführte. Für die moderne, säkularisierte Gestalt der innerweltlichen Askese sind dieselben Wertungen charakteristisch wie für die calvinistische Wirtschaftsethik: Hochschätzung des beruflichen, insbesondere des geschäftlichen Erfolgs, der als Belohnung für Fleiß, Verzicht und Entsagung aufgefasst wird, und Zurückhaltung beim Genuss. Ein wichtiger Aspekt ist das Vermeiden jeder „Zeitvergeudung“, diese gilt als schwere Verfehlung. Während der religiös motivierte innerweltliche Asket glaubt, jede Stunde der Pflichterfüllung im Dienste Gottes widmen zu müssen, lautet die säkularisierte Variante dieser Norm „Zeit ist Geld“. Weber kennzeichnet diese Einstellung als „rational“, da der innerweltliche Asket seine Lebensführung rational organisiert und auf sein einziges Ziel ausrichtet und irrationale Seiten des Lebens wie das Künstlerische, die „Leichtfertigkeit“ und die Erotik ablehnt.
Nach Webers Einschätzung stand die protestantische Askese „an der Wiege des modernen ‚Wirtschaftsmenschen‘“. Ihre volle ökonomische Wirkung entfaltete sie aber erst, als der religiöse Enthusiasmus schwand und der Diesseitsorientierung Platz machte. Indem das asketische Leitbild die Geschäftsleute zum Konsumverzicht anhielt, förderte es die Kapitalbildung. Die aus der Mönchszelle in das Berufsleben übertragene Askese half die Wirtschaftsordnung erbauen, die den modernen Lebensstil „mit überwältigendem Zwange bestimmt“. Webers eigenes Urteil über die innerweltliche Askese ist grundsätzlich positiv und sein Ideal der Persönlichkeitsbildung, das im evangelischen Bürgertum beifällig aufgenommen wurde, trägt asketische Züge.
Religionssoziologisch unterschied Weber eine „asketisch-rationale“ und eine ihr entgegengesetzte „mystische“ Religiosität. Typische Mystiker sind passiv und kontemplativ eingestellt, sie wollen der Welt entgehen und sich Gott hingeben; typische Asketen sind aktiv, sie wollen die Welt im Auftrag Gottes kämpferisch meistern. Der Gegensatz zeigt sich nach Webers Darstellung schroff im Bereich der Mildtätigkeit. Der asketisch-rationale Calvinist verurteilt die Bettelei, hält Arbeitslosigkeit Arbeitsfähiger für grundsätzlich selbstverschuldet und organisiert die Unterstützung Arbeitsunfähiger als rationalen, sachlichen Armenpflegebetrieb. Der „mystisch“ Religiöse hingegen fragt überhaupt nicht nach Würdigkeit und Selbsthilfefähigkeit des Bittenden, sondern gibt Almosen planlos und wahllos.
Der Begriff der Askese im Allgemeinen und der innerweltlichen Askese im Besonderen wird von Weber nicht nur in seiner Theorie zur Entstehung des kapitalistischen bzw. Berufsethos herangezogen, sondern dient ihm darüber hinaus sowohl in Wirtschaft und Gesellschaft als auch in seiner Wirtschaftsthik der Weltreligionen als idealtypischer Vergleichsmaßstab, anhand dessen er die Ethiken der Weltreligionen, insbesondere die des Konfuzianismus und Hinduismus sowie Buddhismus, kategorisiert und systematisiert und mit der Askese des ‚Okzidents‘ vergleicht. Ausschlaggebend für die Herausbildung der okzidentalen Kultur ist die ihr zugrundeliegende Askese, die in einem jüdisch-christlichen Gottesbild, römischer Jurisprudenz und praktischer Ethik sowie griechischer Philosophie wurzelt. Der christliche Gott sei demnach ein persönlicher und transzendenter, der der Schöpfer von Mensch und Welt ist und jenem mit ethischen Forderungen gegenübertritt, die es praktisch zu erfüllen gilt. Das führt zu einer dauerhaften Spannung zwischen Immanenz und Transzendenz, die nur durch ethisch-praktisches Handeln, also Askese, auszuhalten ist. Anders hingegen der Buddhismus, der keinen persönlichen Gott kennt und für den die Welt, wie auch im Hinduismus, ewig ist. Dadurch entwickelt sich ein immanentes Gottesbild, das zu keiner wirklichen Spannung und dementsprechend auch zu keinem ethisch-praktischen Verhalten führt. Für Weber ist der Buddhismus folglich die konsequenteste Form der Mystik. Das Fehlen letzterer ist für Weber dann auch der Grund, dass weder Brahmanen noch buddhistische Mönche motiviert waren, das Alltagsleben der Laien einer dauerhaften, asketischen Disziplin zu unterwerfen, wie es für das europäische Christentum typisch sei. Vergleichbares habe auch für den Konfuzianismus zu gelten, der eine rein immanent und auf praktisch-politische Zwecke zielende Elitenethik gewesen sei, der kein Interesse an einer asketischen Ethik entwickelt habe.

## Neuere Askeseforderungen
Seit dem 20. Jahrhundert ist in kulturkritischen und technikskeptischen Kreisen verschiedentlich die Forderung nach einer neuen, zeitgemäßen Askese erhoben worden. Dabei wird unter Askese in erster Linie Konsumverzicht verstanden.
Joachim Bodamer empfahl eine Askese, die als „trainierter, geübter Verzicht“ auf bestimmte Formen von Macht, Genuss und Sicherung ein Gegenmittel gegen die Vermassung und gegen problematische Technikfolgen sei. John B. Cobb plädierte 1972 für eine „ökologische Askese“, die zur Schonung unersetzlicher Naturschätze erforderlich sei. Aus der Perspektive einer ökologisch begründeten Konsumkritik wurde im späten 20. Jahrhundert die Umweltkrise sogar als „Resultat des Verlustes asketischer Gesinnung“ bezeichnet und Konsumaskese als „ökoethisches Grundverhalten“ eingefordert.
Viel Beachtung fand der Aufsatz Gehen wir einer asketischen Weltkultur entgegen?, den Carl Friedrich von Weizsäcker 1978 veröffentlichte. Eine konservative Strömung in der Umweltschutzbewegung sah darin ein Manifest des von ihr vertretenen Verzichtsethos. Weizsäcker bestimmte die „Weltkultur“ seiner Zeit als „bewusst anti-asketisch“, denn sie sei konsumtiv, strukturell kapitalistisch und im Effekt technokratisch. Eine solche Kultur sei selbstgefährdend und voll innerer Widersprüche. Es sei jedoch möglich, einige der Gefahren und Widersprüche durch eine asketische Haltung zu meistern. Als Askese in diesem Sinn definierte Weizsäcker den bewussten und grundsätzlichen Verzicht auf ökonomische Güter, die in der technischen Reichweite liegen. Erforderlich sei „eine radikale Abwendung von der konsumtiv-technokratischen zu einer asketischen Kultur“. Die Herausbildung asketischer Lebensformen sei sozialgeschichtlich mit der Entwicklung wohlhabender Oberschichten gekoppelt gewesen; in der Gegenwart sei jedoch eine „demokratische Askese“ erforderlich. Es komme darauf an, „eine Haltung das Volk durchdringen zu lassen, die bisher stets mit elitärem Bewusstsein wesentlich verknüpft war“.
Fundamentale Kritik an Weizsäckers Ansatz und an seiner Askeseforderung übte Klaus Traube 1979 in seinem Buch Wachstum oder Askese?. Er bestritt die Grundannahme, die Wachstumsökonomie werde von der Sucht nach Befriedigung von Bedürfnissen angetrieben. Nach Traubes Auffassung ist es nicht der Druck der Massen, der die politisch Planenden zwingt, Wachstumspolitik zu betreiben; vielmehr geht der Impuls von Eliten aus und es handelt sich um ein politisches Wechselspiel zwischen den Geführten und den führenden Eliten. Weizsäckers „demokratische Askese“ ist – so Traube – eine neue Herrschaftsideologie, welche die Verantwortung für den kritisierten Wachstumskurs dem Volk aufbürdet, das seine Kultur ändern soll, und so die eigentlich Verantwortlichen entlastet. Damit werde in Wirklichkeit der verhängnisvolle Kurs stabilisiert. Weizsäcker übernehme die puritanische Verzichtsethik, auf deren Grundlage sich die von ihm kritisierten Zustände erst hätten entwickeln können. Er gehe von einem falschen Menschenbild aus; die wirkliche Lust des Menschen sei nicht die auf ökonomische Güter, sondern die auf „die guten Dinge dieser Erde“. Die Askeseforderung sei unrealistisch und lenke von der Wurzel des Übels ab, von einem verselbständigten, eigengesetzlich fortschreitenden Produktionsprozess, dessen Ergebnisse sich mehr und mehr gegenseitig bedingten. Daher sei die Ideologie des Konsumverzichts, der demokratischen Askese, durch und durch irreführend.
Reimer Gronemeyer bemerkte 1998 in seinem Essay Die neue Lust an der Askese, für den modernen Asketen heiße die zentrale Vokabel Verzicht – „ein Verzicht auf konsumtives ‚Glück‘ aller Art“. Moderne Askese sei nicht mehr wie früher ein Lebenskonzept, sondern könne nur eine Suchbewegung sein. Sie sei auch eine „Flucht vor den Fesselungen, die heute in der Sucht nach Dingen, Erlebnissen, Informationen, Beschleunigungen, Bemächtigungen, Planungen und Projekten eine irrsinnige Vielfalt haben“. Ein asketisches Rezept könne es nicht geben.
Wilhelm Schmid plädierte 2000 für die Neubegründung einer Philosophie der Lebenskunst, die im Anschluss an Nietzsche und im Rückgriff auf das antike Verständnis der Askese deren Erneuerung versuchen solle. Die Lebenskunst bedürfe einer Asketik zur Stärkung des Selbst und zur „Einübung von Selbstmächtigkeit“. Die durch Übungen erlangte Selbstmächtigkeit vermittle Macht „auch noch über die Macht der Technik, der das Subjekt ansonsten ohnmächtig unterworfen bliebe“, und ermögliche einen „eigensinnigen, reflektierten, zurückhaltenden und kalkulierten Umgang mit Technik“.

## Askese und Sinnlichkeit in Kunst und Belletristik
Das Spannungsverhältnis zwischen Askese und Sinnlichkeit ist seit dem Mittelalter ein beliebtes Motiv der bildenden Kunst. Auch in Belletristik und Musik, auf der Bühne und im Film ist es immer wieder dargestellt worden. Die bekannteste Figur, die dieses konfliktreiche Verhältnis in ihrem Innenleben verkörpert, ist der antike Wüsteneremit Antonius der Große. In diesem Kontext erscheint die asketische Praxis als dramatischer Kampf gegen eine Welt von dämonischen Monstren. Die Dämonen wollen den Asketen zum Ausleben seiner Sinnlichkeit animieren oder mit körperlichem Leid seine Standhaftigkeit brechen. Künstlern bieten solche Sujets Gelegenheit, das Monströse und Phantastische zu verarbeiten, aber auch dem Publikum die Macht und Ästhetik der Sinnlichkeit vor Augen zu führen. Im Mittelpunkt steht dabei das Ereignis der Versuchung, der Verlockung durch Objekte sinnlicher Begierde. Ihr können die Asketen durch Flucht in eine Wüste oder Einöde nicht entgehen; vielmehr erhält die Auseinandersetzung mit den Begierdeobjekten, die sich in dem reizarmen Umfeld auf die Welt der Phantasie beschränken, gerade dort eine besondere Schärfe.

### Die Versuchungen des heiligen Antonius

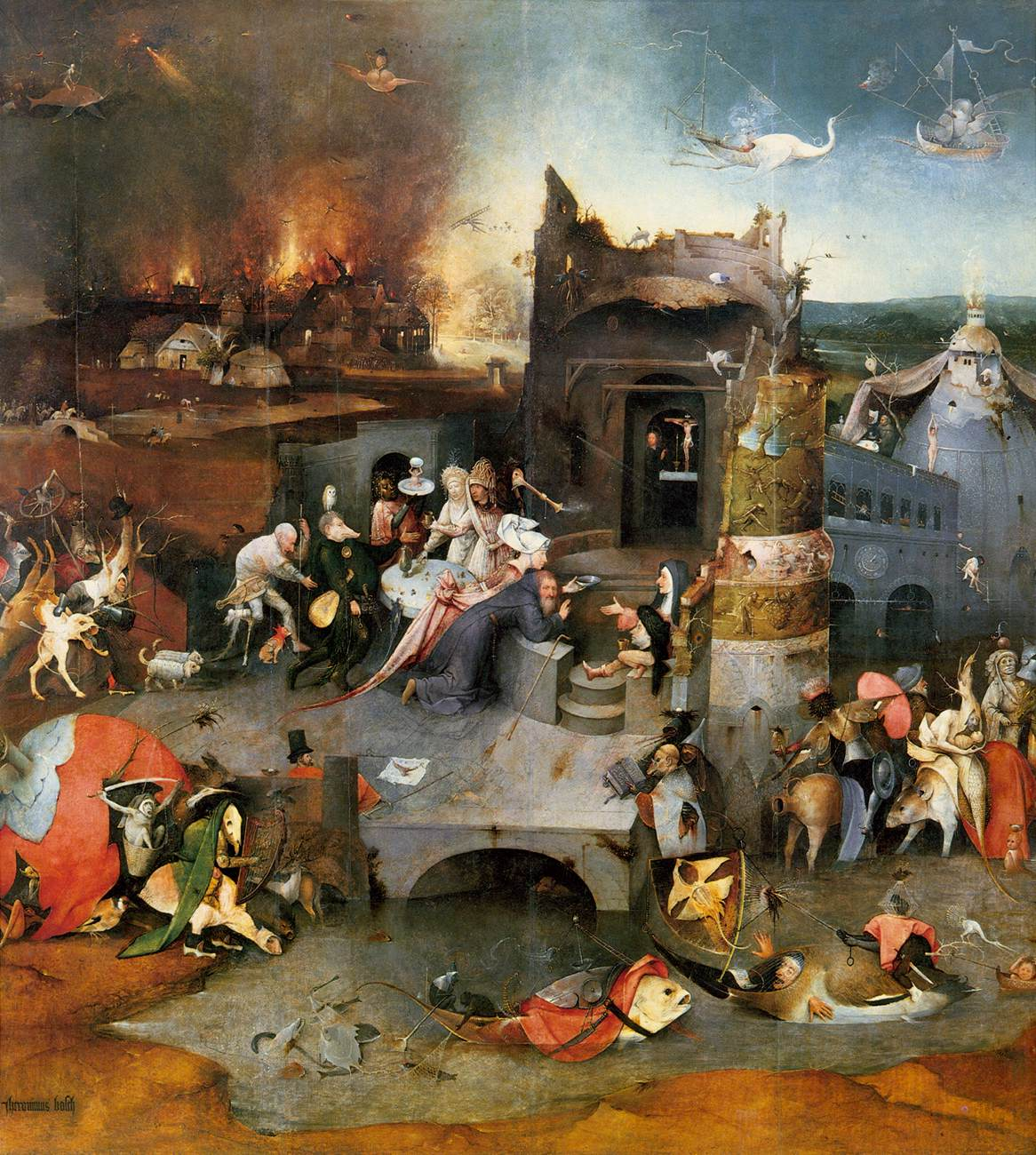
Die Versuchung des heiligen Antonius. Gemälde von Hieronymus Bosch im Museu Nacional de Arte Antiga, Lissabon

Antonius der Große wurde nach seiner spätantiken Lebensbeschreibung, der Vita Antonii, vielfach von Dämonen heimgesucht, die ihn von seiner Askese ablenken und abbringen wollten. Die Dramatik der Versuchungen, denen er nach der Legende ausgesetzt war, hat zahlreiche Autoren und Künstler inspiriert. Der Teufel und die Dämonen sollen ihm mit verschiedenartigen Methoden zugesetzt haben: zum einen, indem sie ihm Trugbilder sinnlichen Behagens und Genusses vorgaukelten, zum anderen, indem sie ihm körperliche Schmerzen zufügten. Nach der hagiographischen Tradition blieb er bei allen Anfechtungen siegreich. Vor allem im 15. und 16. Jahrhundert beschäftigte die Begegnung des Antonius mit den dämonischen Wesen die Phantasie von Zeichnern, Kupferstechern und Malern, darunter Martin Schongauer, Matthias Grünewald und Hieronymus Bosch. Unter den belletristischen Werken, in denen seine Versuchungen geschildert werden, nimmt die Erzählung La tentation de saint Antoine von Gustave Flaubert, die 1874 in der endgültigen Fassung erschien, eine herausragende Stellung ein. Das von Flaubert gestaltete fiktionale Geschehen ist vom Prinzip der impassibilité (Unerschütterlichkeit) bestimmt; durch das Nichtausleben der Leidenschaft wird diese zugleich unzerstörbar und allgegenwärtig gemacht.

### Luis Buñuel
Luis Buñuel griff in einigen seiner Filme Motive aus den Traditionen christlicher Askese auf, vor allem in Simón del desierto (Simón in der Wüste, 1965). Der Titelheld ist ein moderner Asket, der sein Leben nach dem Vorbild des frühchristlichen Säulenheiligen Symeon Stylites gestaltet. Der antike Heilige bestieg eine Säule, die er bis zu seinem Tod nicht mehr verließ. Buñuels Simón beschließt, sein Leben ebenfalls auf einer Säule in einer Wüstenlandschaft betend zu verbringen. Wie sein Vorbild hat er eine Schar von Verehrern und wirkt Wunder. Die von Buñuel geschaffenen Bilder sind zugleich surreal, ironisch und dramatisch; Reales und Imaginäres, Wirklichkeit und Traum sind nicht zu unterscheiden. Eine Hauptfigur ist der Teufel, der den Asketen in Versuchung führt. Er erscheint ihm als verführerisches Mädchen oder in der Gestalt von Christus, während Gott dem Heiligen fast jede Antwort verweigert. Die Auseinandersetzung mit der Versuchung erweist sich als endlos, der Teufel kehrt immer zurück. Er fordert Simón auf, das Bekannte zu überschreiten.